# Spéléologie (techniques)

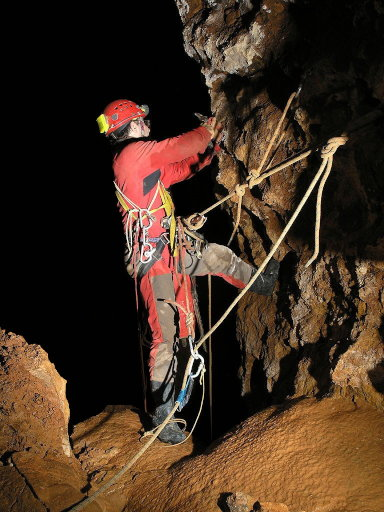
Équipement en tête de puits

Historiquement issues de l’alpinisme, les techniques spéléologiques de progression dans les cavités naturelles à des fins d'exploration, développées par les spéléologues, évoluent  selon les besoins, avec l’introduction de nouveaux matériaux et matériels.
Cet article ne constitue pas un manuel. Ne sont présentés ici que les éléments de base.

## Sécurité

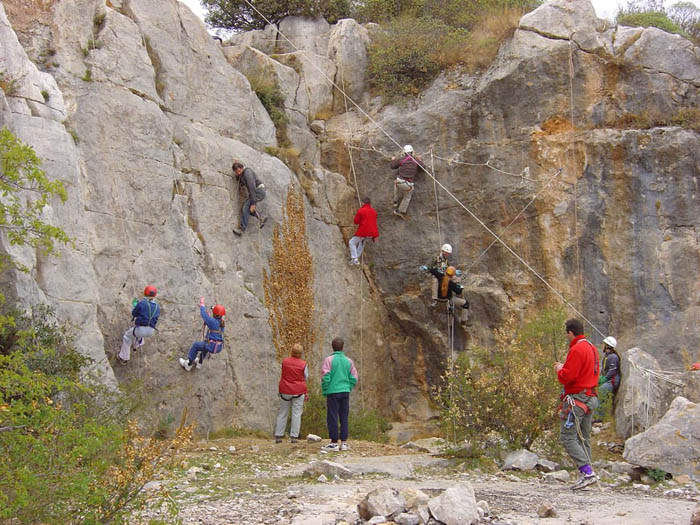
Spéléologues durant un exercice technique sur falaise

La maîtrise des techniques spéléologiques ne suffit pas à assurer la sécurité dans les grottes. Le milieu souterrain peut être dangereux.
Les risques principaux sont les chutes, l’hypothermie, l’épuisement, les éboulements, les crues…
Sous terre, les risques s’additionnent et s’aggravent facilement, alors que le sauvetage y est complexe.
Pratiquer la spéléologie, c'est apprendre à lire ce milieu. L'initiation par des spéléologues compétents, la formation, l’expérience, une bonne évaluation de ses propres capacités physiques, le tout additionné d’une attention permanente et d’une humilité de chaque instant, permettent de mieux comprendre le monde souterrain, et par là d'apprendre à en maîtriser les dangers.

### Nutrition
Une bonne  nutrition contribue à une pratique sûre de l'activité et se doit d'être associée à la sécurité de pratique.
Comme pour toute activité sportive il est préférable d'absorber des sucres lents (pâtes, etc.) la veille de la sortie afin de disposer de réserves de sucres (donc d'énergie) pendant la pratique.
Pendant la sortie, le spéléologue peut emporter dans ses poches des barres énergétiques qu'il absorbe pendant les temps d'attente. Si la sortie dure sur une journée il est souvent prévu une pause pour le repas. Les temps de repas doivent être plutôt courts car on se refroidit rapidement. Il est donc préférable de privilégier des aliments qui se consomment rapidement et ne nécessitent pas de perte de temps en découpe, en installation ou en cuisson (sandwichs, barres céréales, fruits, etc. feront l'affaire). Si la sortie est plus longue, les spéléologues sont souvent amenés à installer un campement. Dans ce cas l'équipement emporté est plus important et contient souvent de petits réchauds, généralement à alcool solide, permettant de chauffer des aliments.
Il est également important de s'hydrater régulièrement, de préférence avec de l'eau apportée avec soi et d'éviter de consommer l'eau souterraine qui peut être polluée ou porteuse de germes, car les efforts nécessaires à la progression font perdre beaucoup d'eau, tant sous forme de transpiration que dans le fonctionnement musculaire.

## Matériel personnel

### Vêtements et accessoires

#### Sous-combinaison
Le faible volume d'échanges gazeux fait que la température d'une cavité est presque toujours différente de la température extérieure. Elle est grossièrement égale à la moyenne des températures annuelles à l'entrée. En été, il fera donc usuellement plus froid dans la grotte qu'à l'extérieur, et inversement en hiver.
Le premier ennemi à affronter est donc le froid. Il peut conduire à l'hypothermie. Or, en spéléologie, il ne suffit pas d'abandonner pour être en sécurité. Lorsqu'on est entré dans une cavité, il faut ressortir. L'équipement anti-froid idéal est composé d'une sous-combinaison hydrofuge :
- on peut utiliser une sous-combinaison de ski, mais cette dernière ne doit pas gêner en limitant l'ampleur des mouvements ;
- l'épaisseur de la sous-combinaison dépend du type de cavités que l'on rencontre dans la région où l'on évolue : si un synthétique de running peut être suffisant en Languedoc, une épaisse polaire sera bienvenue dans le Jura ou  le Vercors ;
- dans les cavités très aquatiques, une combinaison néoprène permettra de se protéger du froid ;
- des modèles spécifiquement étudiés pour la spéléologie, plus ou moins étanches, sont aussi commercialisés ;
- précédemment les spéléologues utilisaient une pontonnière[Note 1] en latex mais la fragilité, le risque de remplissage et le maintien de l'humidité due à la transpiration font que son usage devient rare.

La sous-combinaison doit être bien ajustée pour être efficace, de façon à éviter l'effet de « soufflet » lors des mouvements : le courant d'air chasse la couche réchauffée au contact du corps, conduisant à une perte rapide de chaleur ; de plus, les bourrelets du tissu peuvent gêner dans les passages étroits. Le coton, qui retient l'eau froide, est à éviter.

#### Combinaison

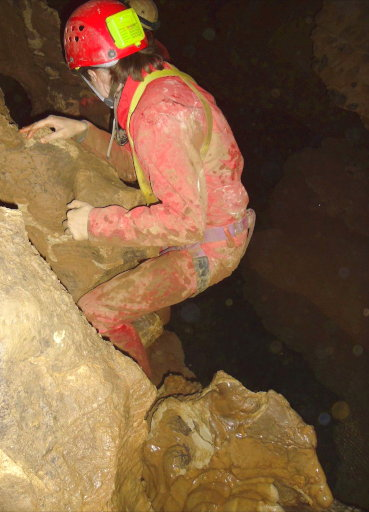
On peut sentir de la tension lors de certains passages délicats.

La combinaison de spéléologie est conçue pour ne pas gêner la progression : elle reste en place et ne fait pas de bourrelet dans les passages étroits. Elle est indispensable pour aller sous terre car elle protège de la boue, de l'humidité, de l'abrasion, etc.
Le tissu synthétique épais résiste à l'abrasion. Il est assez dense pour ne pas s'accrocher à la roche.
Les combinaisons semi-étanches ne sont pas enduites aux coutures ; les combinaisons imperméables protègent efficacement de l'eau, qui est abondante sous terre, mais laissent peu passer la transpiration.
Il est important de bien choisir sa combinaison de spéléologie. Par exemple il est préférable de choisir une combinaison en PVC jaune pour les cavités humides ou froides. Elle est plus pratique pour ramper dans la boue ou faire de la désobstruction, évite que l'eau pénètre par ruissellement jusqu'au corps, protège plus efficacement du froid dû au vent, etc. À l'inverse elle maintient l'humidité due à la transpiration et peut donc être la cause d'un refroidissement du spéléologue.
La combinaison doit correspondre au type moyen de cavité dans la région dans laquelle le spéléologue pratique.

#### Gants et bottes
Les gants sont surtout utiles pour protéger de l'abrasion de la roche même s'ils concourent aussi à protéger du froid. Utiliser des gants imperméables peut s'avérer utile dans des grottes humides et très froides mais entre les frottements de la corde et ceux de la roche, on finit souvent par les trouer après quelques sorties. De plus, quand on équipe une cavité (pose de vis, plaquettes, mousquetons, nœuds sur corde…), on a besoin d'une dextérité maximale que l'utilisation de gants va dégrader. Dans les moments où les gants peuvent devenir gênants, la meilleure option est de les ranger dans la combinaison, contre soi pour les garder au chaud.
L'utilisation de bottes est pratique dans la plupart des cas : protection contre l'eau et la boue, facilité à nettoyer, rapidité à faire sécher (en particulier pour les bottes non toilées). Mais il faut faire attention à ne pas les remplir d'eau. L'autre option est l'utilisation de chaussures de marche (montantes pour protéger les chevilles) ou de canyonisme, conjointement avec des chaussons néoprènes. Les néoprènes protègent du froid, même mouillés. Les chaussures assurent un meilleur confort et une légèreté accrue par rapport aux bottes. Dans les deux cas, il faut veiller à avoir des semelles de qualité pour assurer une bonne accroche au sol.

#### Genouillères et coudières
Il est conseillé de s'équiper de genouillères et de coudières de protection pour les passages étroits ou ceux où il faut ramper. Elles permettent d'éviter le frottement des genoux ou des coudes lors de la reptation au sol ou contre les parois dans les passages étroits. Parfois les genouillères sont directement intégré dans la combinaison.

#### Kit
Le kit (abréviation de kitbag) de spéléologie est un sac épais et semi-étanche qui permet de transporter le matériel de progression (cordes, connecteurs, sangles, etc.). Il permet également de ranger tout ce qui n'est pas immédiatement nécessaire en progression comme une trousse à pharmacie, des vivres (barres de céréales, sandwich, eau, etc.), du matériel de secours, etc.
Il se porte généralement sur les épaules, mais est poussé dans les passages étroits et attaché au maillon central lors des progression verticales sur corde.

#### Bidon étanche
Le bidon étanche permet de protéger la nourriture et d'éventuels vêtements de rechange. Il est aussi  pratique pour remonter à la surface la chaux de combustion des lampes acétylène et les matières fécales. En effet, le milieu souterrain est exempt des bactéries qui pourraient recycler les déchets. Il est donc nécessaire de les remonter en surface. Les inconvénients du bidon étanche (volume incompressible même vide, rigidité, poids, etc.) fait qu'il est abandonné par les adeptes de la spéléologie légère.

### Éclairage
Sous terre, il n'y a aucune source lumineuse et passé quelques virages, la lumière extérieure n'est plus perceptible. Sans éclairage artificiel, la progression est impossible.
L'éclairage électrique a supplanté l'éclairage dit « à acétylène ». La puissance (> 1 W) des diodes électroluminescentes a bouleversé la vision des volumes dans le monde souterrain. Les éclairages électriques diffusent une lumière constante, plus fiable que celle des éclairages à acétylène.
Les éclairages à acétylène offrent toutefois un champ d'éclairage (et donc de vision) plus large, et une lumière plus « vivante », plus douce et plus agréable à l'œil. Ces dispositifs à combustion produisent une chaleur parfois appréciable. Ils sont cependant lourds et encombrants. De plus la suie qu'ils dégagent et la chaux qu'ils produisent dégradent les grottes.
Dans tous les cas l'éclairage est fixé sur le casque.
L'équipement du spéléologue comprend un éclairage de secours par individu. Celui-ci est souvent porté sur le casque ou autour du cou, permettant ainsi de l'activer même si le spéléologue progresse sur corde.

### Équipement de protection individuel
Outre le casque obligatoire en toutes circonstances les EPI en spéléologie concernent aussi le matériel de progression sur corde qui permet notamment d'éviter les chutes. En effet, les grottes et avens peuvent présenter des passages verticaux ou des passages présentant un risque de chute. Il convient donc de progresser en équipant la cavité de cordages. Le corps du spéléologue est tenu par un harnais relié à la corde. Le matériel nécessaire à la progression est attaché au harnais.
Ci-après est décrite la composition du matériel standard en Europe. Il permet de franchir la plupart des obstacles rencontrés dans les cavités européennes.
Comme tout EPI, le matériel du spéléo ne doit pas subir de modification structurelle, ni d'altération, et doit être l'objet de vérification et d'entretien constants, afin de susciter la confiance et de permettre au spéléologue d'évoluer en sécurité.

#### Casque

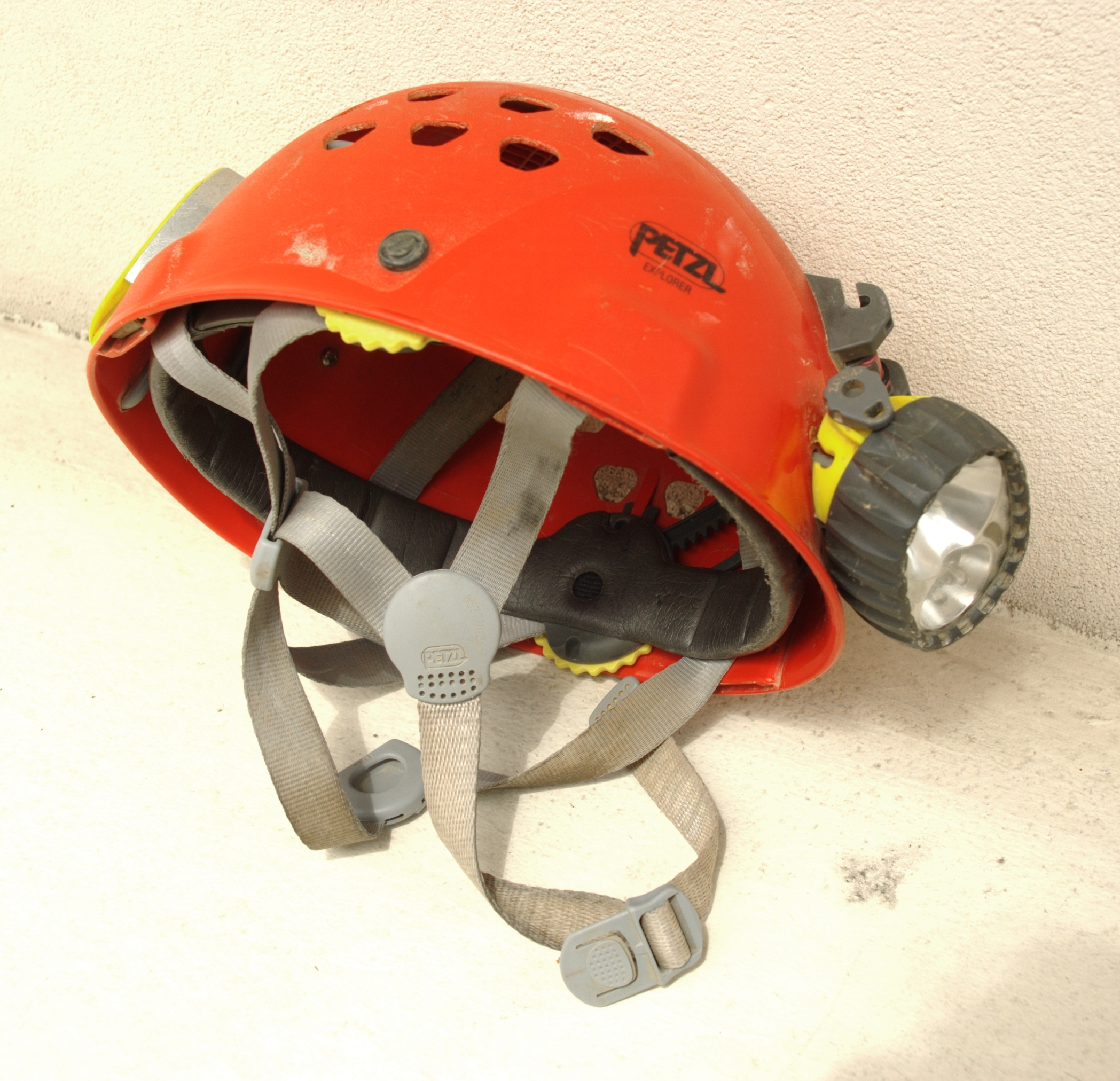
Casque de spéléologie

La protection de la tête est indispensable et obligatoire : dans une grotte, les plafonds peuvent être bas, le sol glissant et accidenté, et les chutes de cailloux plus ou moins volumineux, délogés par les équipiers ou les cordes, sont monnaie courante.
Les casques de spéléologie sont généralement constitués d'une calotte et d'une coiffe. La calotte permet de protéger la tête d'un contact avec une pierre qui tombe, ou d'un rocher lors d'une chute du spéléologue, ou tout simplement lorsqu'on se relève après une reptation. La coiffe est constituée de sangles en forme d'araignée qui s'intercalent entre la calotte et la tête. La garde correspond à l'espacement entre la coiffe et la calotte. La présence de la garde permet aux sangles de s'étirer pour amortir le choc et éviter de transmettre une onde qui risquerait de provoquer des lésions cervicales.
Dans les casques récents, la coque extérieur est en ABS et l'espace de garde est remplacé par des matériaux absorbants, tels que le polypropylène expansé, et nommé calotin.
Les boulons de fixation des dispositifs d'éclairage doivent être tournés à l'extérieur du casque, sans dépasser vers la calotte, où ils risqueraient de perforer le crâne lors d'un choc.

#### Harnais
Le harnais, appelé aussi baudrier, est constitué de sangles solides et d'un système d'accrochage (boucles métalliques ou de sangle). Il enserre les cuisses et les hanches du spéléologue.
Positionné sur les hanches et autour de la taille du porteur, le harnais-cuissard, grâce à un système de sangles réglables, maintient étroitement le corps du spéléologue qui ne doit pas pouvoir s'en échapper. On ferme le baudrier grâce à un Maillon à vis de ceinture (MAVC ; voir ci-dessous). Le baudrier est conçu pour résister à l'abrasion du milieu souterrain, notamment à l'aide de renforts en PVC. Le baudrier est en outre doté de porte-matériels permettant d'accrocher des mousquetons, bien que ceux-ci soit peu nombreux, cela afin de ne pas gêner la progression, les éléments non indispensables étant rangés dans des sacs.
Le harnais-cuissard est un élément de protection individuelle. Il est pourtant utile de souligner que la suspension d'un corps inconscient dans le baudrier peut entraîner des lésions irréversibles dès la septième minute. Un sac porté sur le dos au lieu d'être attaché au MAVC peut accélérer ce processus, et faire apparaître ces lésions dès la première minute.
Les harnais d'escalade ne sont pas adaptés à la spéléologie, notamment à cause du « pontet » d'encordement qui oblige à ajouter un connecteur au bloqueur de poitrine ce qui le place trop haut et des sangles matelassées et rembourrées qui se gorgent d'eau.
Les harnais-cuissards de spéléologie, en raison d'un point d'ancrage bas, n'empêchent pas le basculement du corps. Certains modèles de harnais spéléo spécialement destinés aux enfants sont équipés de sangles supplémentaires enserrant le torse pour empêcher que le corps ne s'échappe du harnais lors d'un retournement. Sur les autres modèles, seul le réglage optimal du harnais empêche la chute lors d'un retournement.

#### Torse
Indispensable à la montée, il assure le positionnement vertical du bloqueur de poitrine ; après serrage, il permet de maintenir le buste du spéléologue proche de la corde, pour augmenter l'efficacité de la remontée et éviter de devoir compenser un basculement en arrière exagéré du corps, par un effort supplémentaire des bras. En dehors de la montée, le torse peut être détendu pour ne pas entraver la liberté de mouvement.
Il est à noter que le torse spéléo n'est pas considéré comme un élément de sécurité, il ne fait donc pas partie des EPI et n'est pas normé. Lorsque la morphologie de l'utilisateur présente un risque de chute lors d'un retournement (par exemple le corps très fin d'un enfant), il vaut mieux utiliser un harnais « intégral » qui sera lui normé, y compris pour les sangles tenant la partie supérieure du corps.

#### MAVC (Maillon à vis de ceinture)

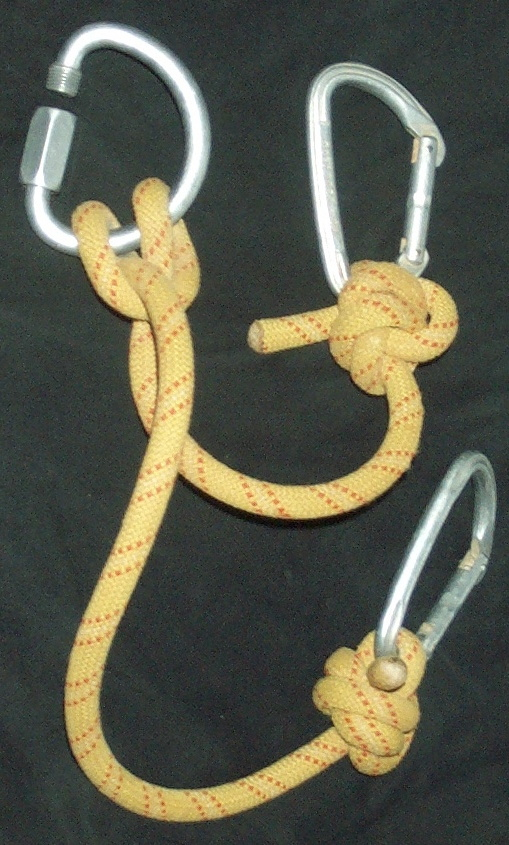
Longe nouée au MAVC. Chaque brin est lié au mousqueton par un nœud de longe

Le MAVC, parfois appelé « demi-rond » ou « delta » selon sa forme, ferme le baudrier en reliant les deux boucles. On y accroche les divers éléments de progression et les sacs. C'est toujours par son intermédiaire que l'on se suspend, jamais par les porte-matériels. De droite à gauche, on retrouvera le bloqueur de poitrine, le descendeur et enfin les longes.
Le MAVC résiste à de fortes tractions dans tous les axes. Il ne doit pas être remplacé par un mousqueton à vis, dont le doigt est trop fragile, et qui est moins résistant sur son petit axe.
Bien qu'on continue à parler de MAVC, aujourd'hui certains maillons sont auto-fermants grâce à une bague automatique ; ils ne sont donc plus « à vis ».

#### Longes
La longe (appelée perso dans certaines régions) de spéléologie est double et asymétrique.
Pour réaliser la longe, on utilise un élément de corde de deux mètres environ noué au MAVC aux deux tiers environ. Un nœud de longe tient un mousqueton à chaque extrémité. Bien qu'elle soit alors unique, on parlera de longe courte et de longe longue.
Les longes permettent de relier un bloqueur de poing, de se suspendre à un fractionnement ou de s'assurer sur une main courante.
Contrairement aux longes d'escalade (ou « vache »), les mousquetons à vis ne sont pas adaptés à l'usage des longes spéléologiques, car leurs mécanismes, d'une part fragiles, forment d'autre part une excroissance propre à se bloquer dans les nœuds d'amarrage, risquant ainsi de mettre le spéléologue en difficulté.
Selon les recommandations de l’École française de spéléologie, on peut utiliser de la corde dynamique de 8,1 à 11 mm de diamètre (diamètre recommandé : 9 mm). En effet, les cordes semi-statiques et statiques ainsi que les longes manufacturées en sangle n'absorbent pas suffisamment bien les chocs et s'avèrent dangereuses (type « vache » d'escalade). Les frottements répétés usent prématurément la corde, imposant une épaisseur minimale et un remplacement régulier des longes (moins de deux ans et visuellement en bon état).
Grâce aux propriétés d'absorption des nœuds, les longes nouées sont plus efficaces que les longes cousues. Les nœuds recommandés côté MAVC sont les nœuds en huit et queue de vache. Du côté des mousquetons, ces deux même nœuds sont autorisés, avec la plus petite boucle possible, mais le nœud demi-pêcheur double gansé est préféré car il permet de bloquer aisément le mousqueton dans la bonne position. Dans tous les cas, il faut laisser ou moins 10 cm de corde supplémentaire après le nœud afin de prévenir les roulements de celui-ci lors d'une chute.

#### Bloqueur de poitrine
Un bloqueur est un appareil mécanique dans lequel on insère une corde. Une fois qu'il est verrouillé, la corde ne coulisse plus que dans un seul sens. Associé à un bloqueur de poing, il permet au spéléologue de remonter un puits en plein vide, c'est-à-dire sans aucun appui sur une paroi.
L'anneau du bas du bloqueur de poitrine est passé directement dans le MAVC, celui du haut est lié au torse.
Le modèle le plus répandu est le Croll, de la société Petzl, dont on emprunte couramment le nom.

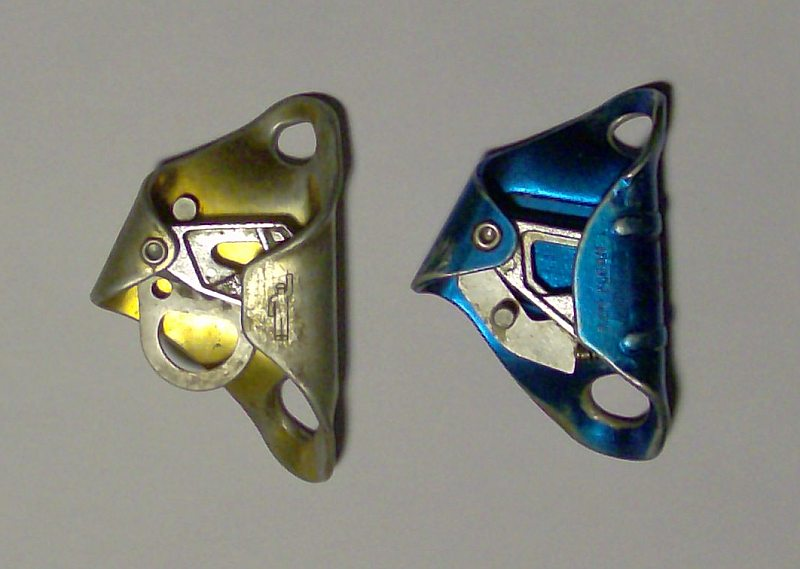
Crolls fermés.
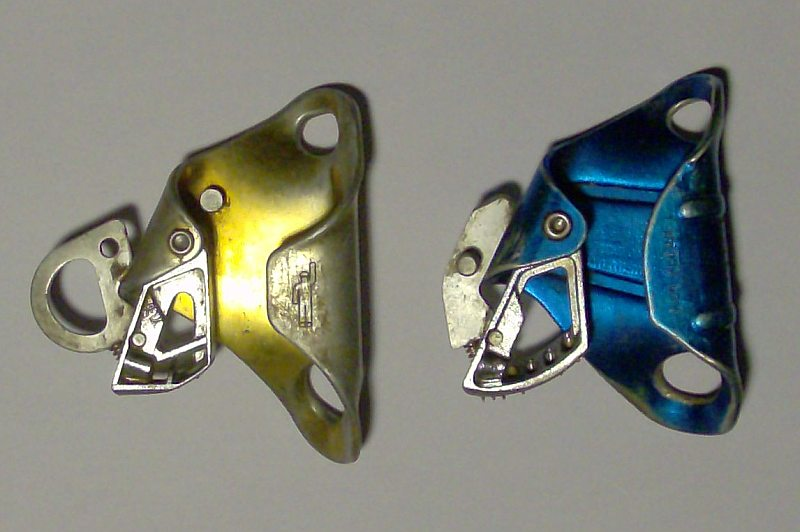
Crolls ouverts.

#### Bloqueur de poing
Le bloqueur de poing, ou poignée bloquante, est attaché au bout de la longe longue et se manipule à la main. Associé à un bloqueur de poitrine, il permet au spéléologue de remonter un puits en plein vide, c'est-à-dire sans contact avec la paroi. En main courante, il aide à suivre la corde.
Un bloqueur est fait pour travailler dans l'axe vertical. Dans une situation où une glissade mettrait la poignée en travers (sur une main courante tendue par exemple), la poignée peut s'ouvrir sous le poids du spéléologue. Dans ce type de cas où la poignée est susceptible de travailler à l'horizontale, il faut impérativement être longé en plus (par exemple via le mousqueton de la grande longe auquel la poignée est relié).

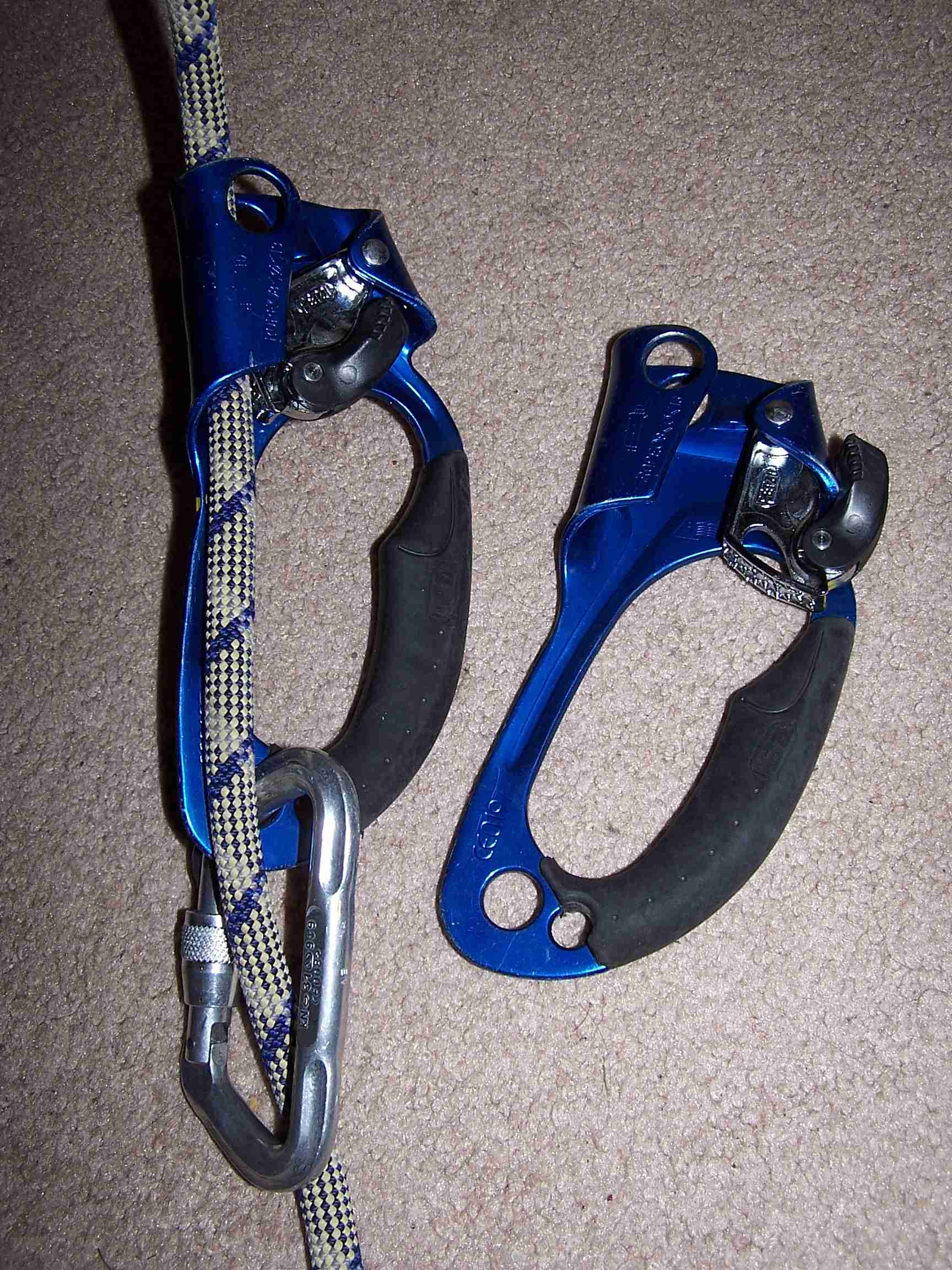
Poignée. Elle n'est sécurisée qu'une fois mousquetonnée sur la corde.
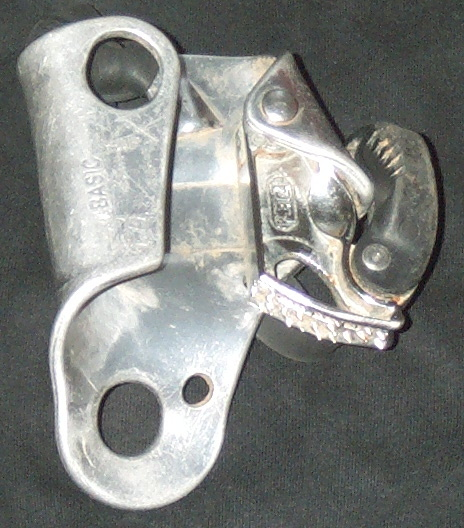
Basic.
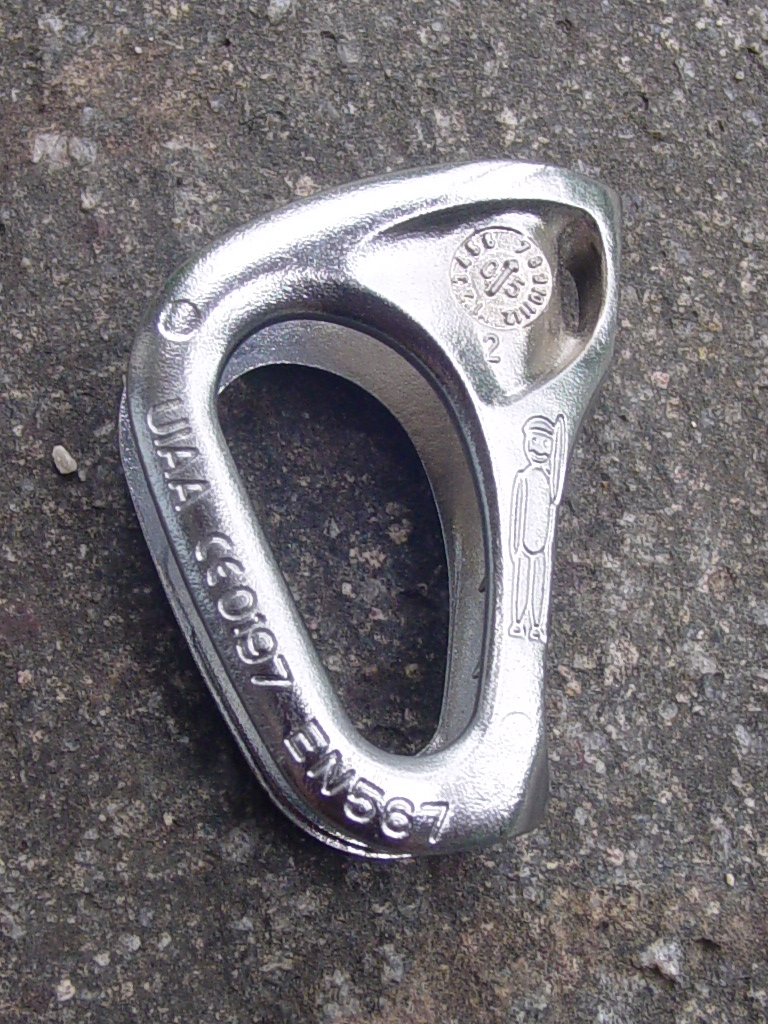
Mini bloqueur de poing, de profil.
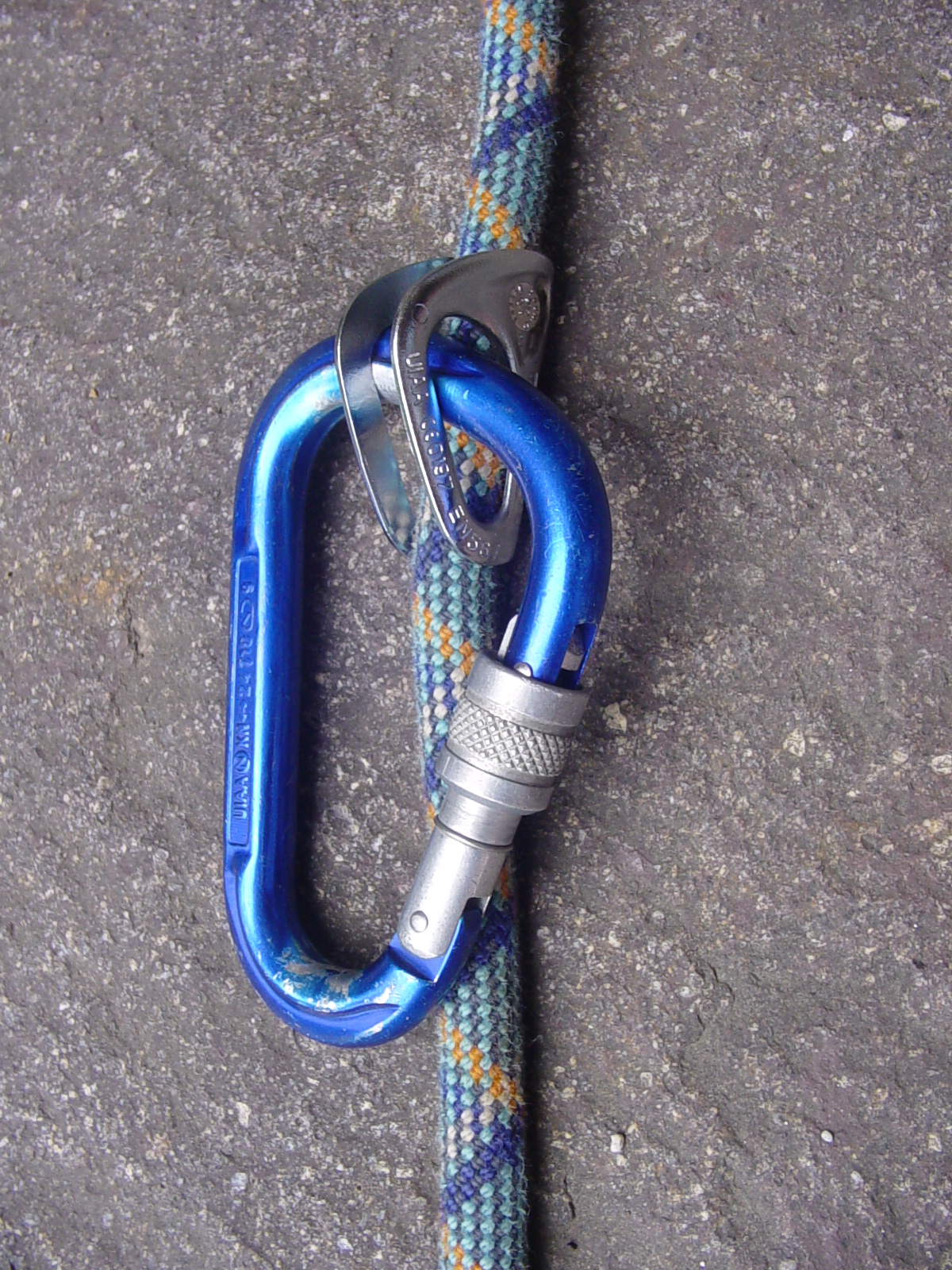
Mini bloqueur de poing sur corde.

#### Pédales
La pédale relie le pied du spéléologue au bloqueur de poing.
La pédale est un élément de sangle, de cordelette 7 mm ou de cordelette dyneema 5 mm (plus résistant à l'abrasion) noué d'un côté en forme de boucle pour le pied, de l'autre fixé au bloqueur de poing par l'intermédiaire d'un connecteur (mousqueton, maillon rapide...). Ce système permet d'avoir un appui efficace, là où une simple traction sur les bras deviendrait rapidement épuisante. Les pédales peuvent être simples (une cordelette reliée à une boucle), doubles (deux cordelettes reliées à deux boucles), ou jumelées (une cordelette reliée à deux boucles).

#### Bloqueur de pied
Facultatif, le bloqueur de pied permet d'utiliser les deux jambes pour monter sur la corde. De plus, en tirant la corde vers le bas, le bloqueur de pied aide à faire coulisser la corde dans le bloqueur de poitrine. Il ne s'agit pas d'un EPI mais d'un instrument de confort à la progression.

#### Descendeur
Ne permettant pas d'éviter une chute, le descendeur simple n'entre pas dans la catégorie des EPI. Il est néanmoins conseillé de le gérer comme tel. Par contre les descendeurs auto-freinants (comme les modèles Petzl Stop et I'D) sont des EPI puisqu'ils évitent les chutes.
Le descendeur est un appareil mécanique composé de deux réas fixés sur des plaques. On fait cheminer la corde autour des réas de façon qu'en frottant l'énergie cinétique de l'utilisateur soit transformée en chaleur. Le descendeur est relié au MAVC par un mousqueton à vis. Associé à un renvoi du type Freno ou Raumer, ou à un simple connecteur mousquetonné, souvent en acier, sur le mousqueton de support, le descendeur permet de réguler la vitesse de descente.
Le descendeur de spéléologie s'utilise de la même manière qu'un huit d'escalade, mais résiste mieux à l'abrasion, est imperdable, et évite la torsion des cordes. Certains spéléologues utilisent le descendeur à barrettes, surtout pour les grandes verticales. Celui-ci permet d'ajouter du freinage lors de son utilisation. 

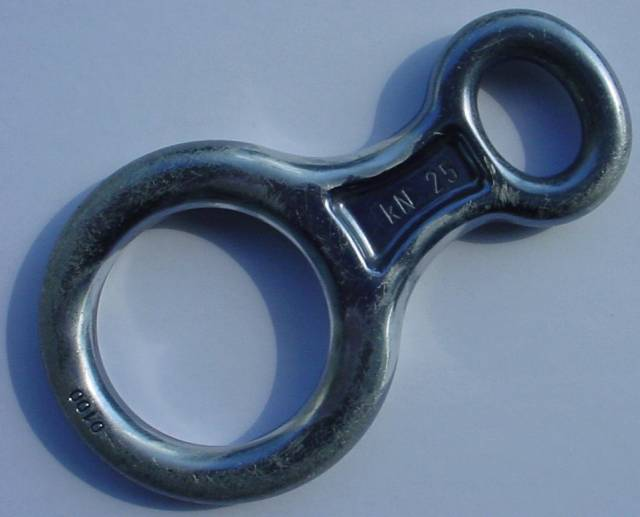
Descendeur en huit, déconseillé en spéléologie.
Descendeur de spéléologie schématisé.
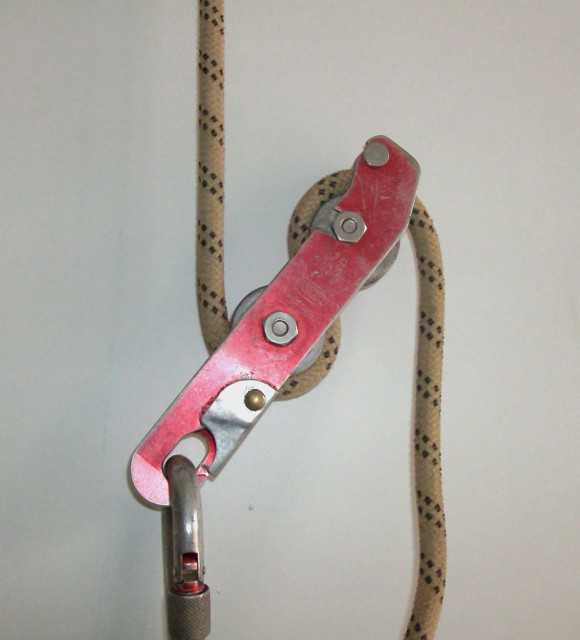
Descendeur de spéléologie monté sur corde, fermé.
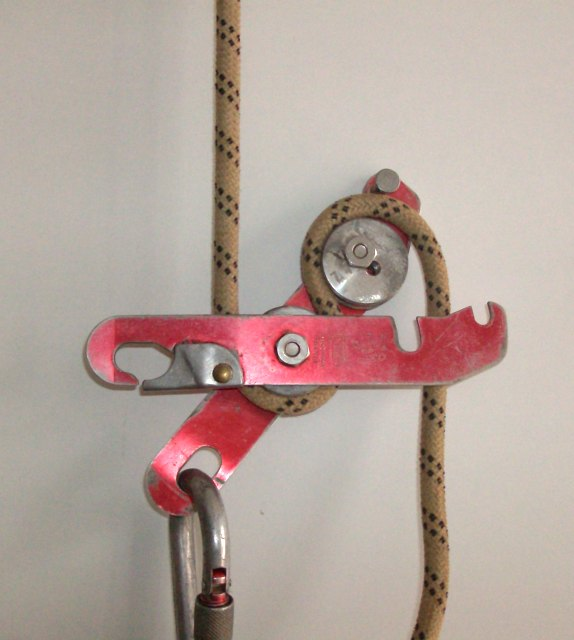
Descendeur de spéléologie monté sur corde, ouvert.

### Divers
Pour des raisons de confort ou de sécurité, le spéléologue possède souvent du matériel supplémentaire qu'il transporte généralement sur lui ou dans un petit sac. On peut citer :
- Batteries ou piles supplémentaires pour l'éclairage
- Couverture de survie (les modèles ultralégers — bicolore 90 g — sont à éviter à cause de leur fragilité et donc d'une faible durée d'utilisation) ou chasuble de secours
- Couteau avec lame crantée
- Système d'amarrage
- Clef plate de 13
- Duct tape
- Kit de premiers secours
- Bougie ou chaufferette
- Point chaud ou de quoi en fabriquer un (par exemple, couvertures de survie fines et ficelles)
- Ficelou monobrin (plus adapté à la corde à simple) ou anneau de cordelette 7 mm (pouvant aussi servir pour relier le kit au MAVC) ou anneau de sangle en dyneema (pouvant alors servir d’amarrage). Il permettra de réaliser un nœud autobloquant pour remplacer un bloqueur perdu ou défectueux.

## Progression

### Marche
Tant que possible, on marche sous terre. C'est la méthode de progression la moins fatigante.
Les sauts ne sont pas conseillés, car le sol souvent inégal peut provoquer des blessures aux conséquences parfois importantes. De plus, le sol pourrait rompre (par exemple avec un plancher stalagmitique) et faire chuter le spéléologue de plusieurs mètres.

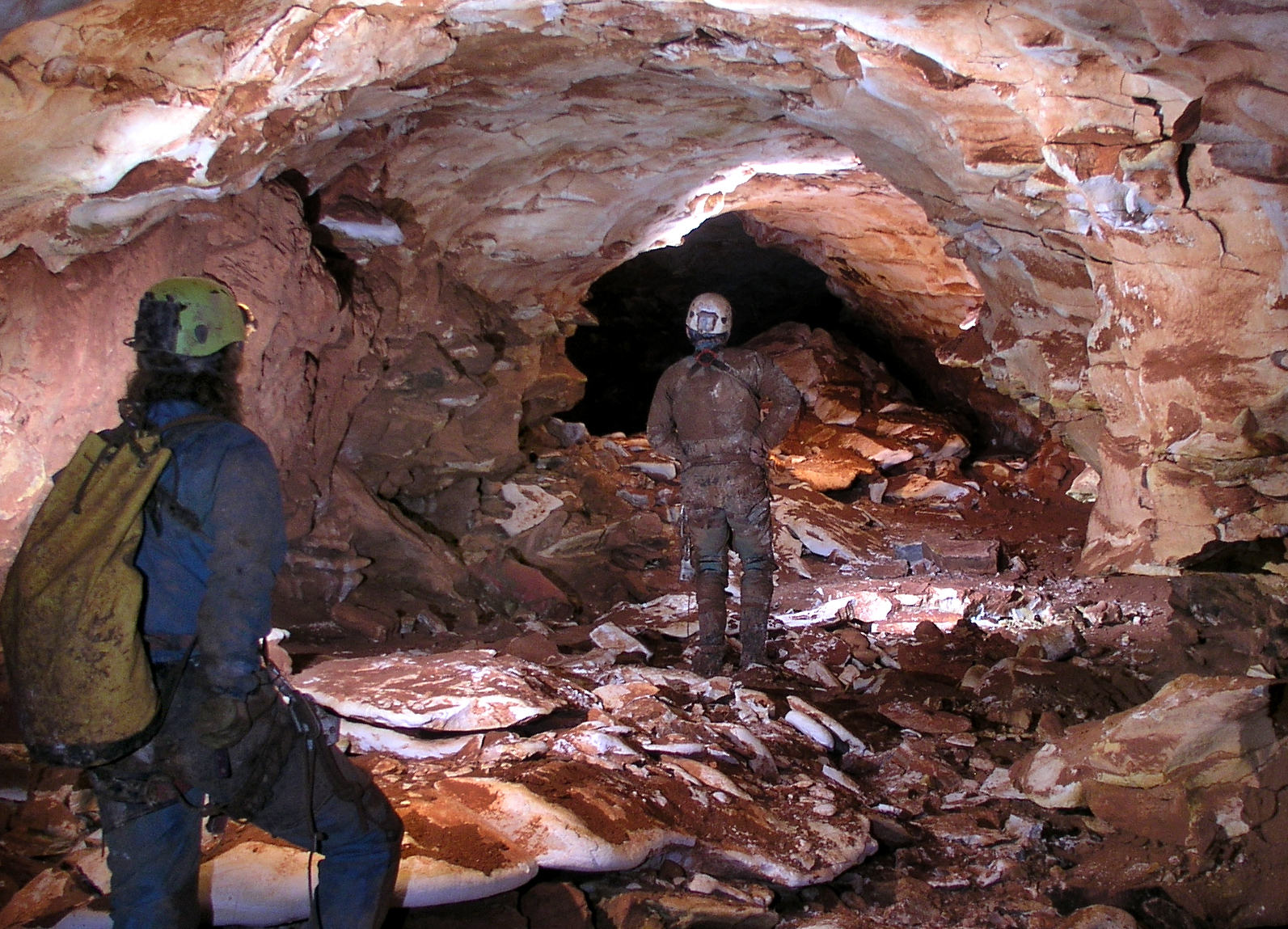
Progression dans une galerie fossile de l'aven des Neiges, Saint-Christol, Vaucluse, France.
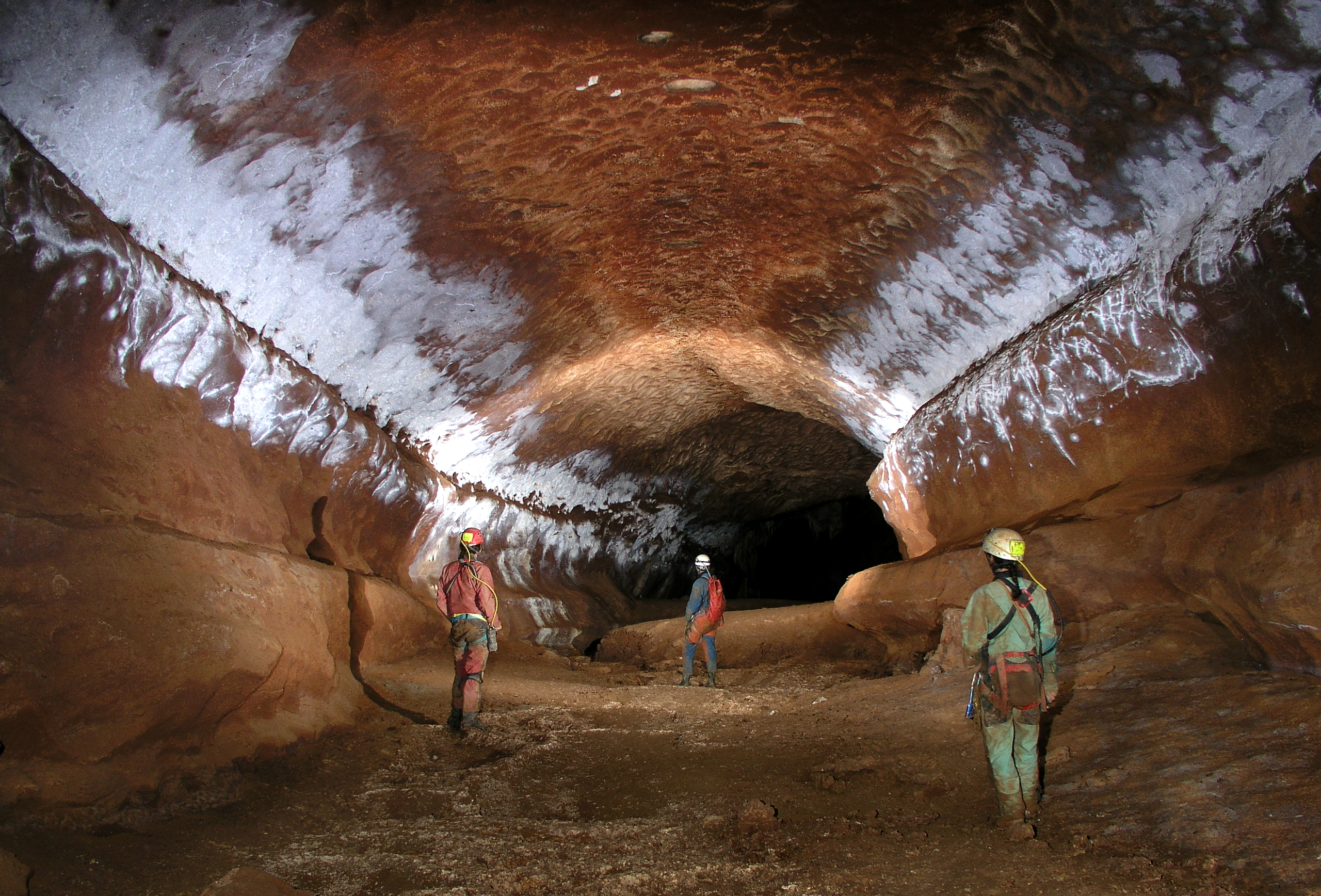
Marche dans une galerie du réseau 4 de la grotte de Saint Marcel, Bidon, Ardèche, France.
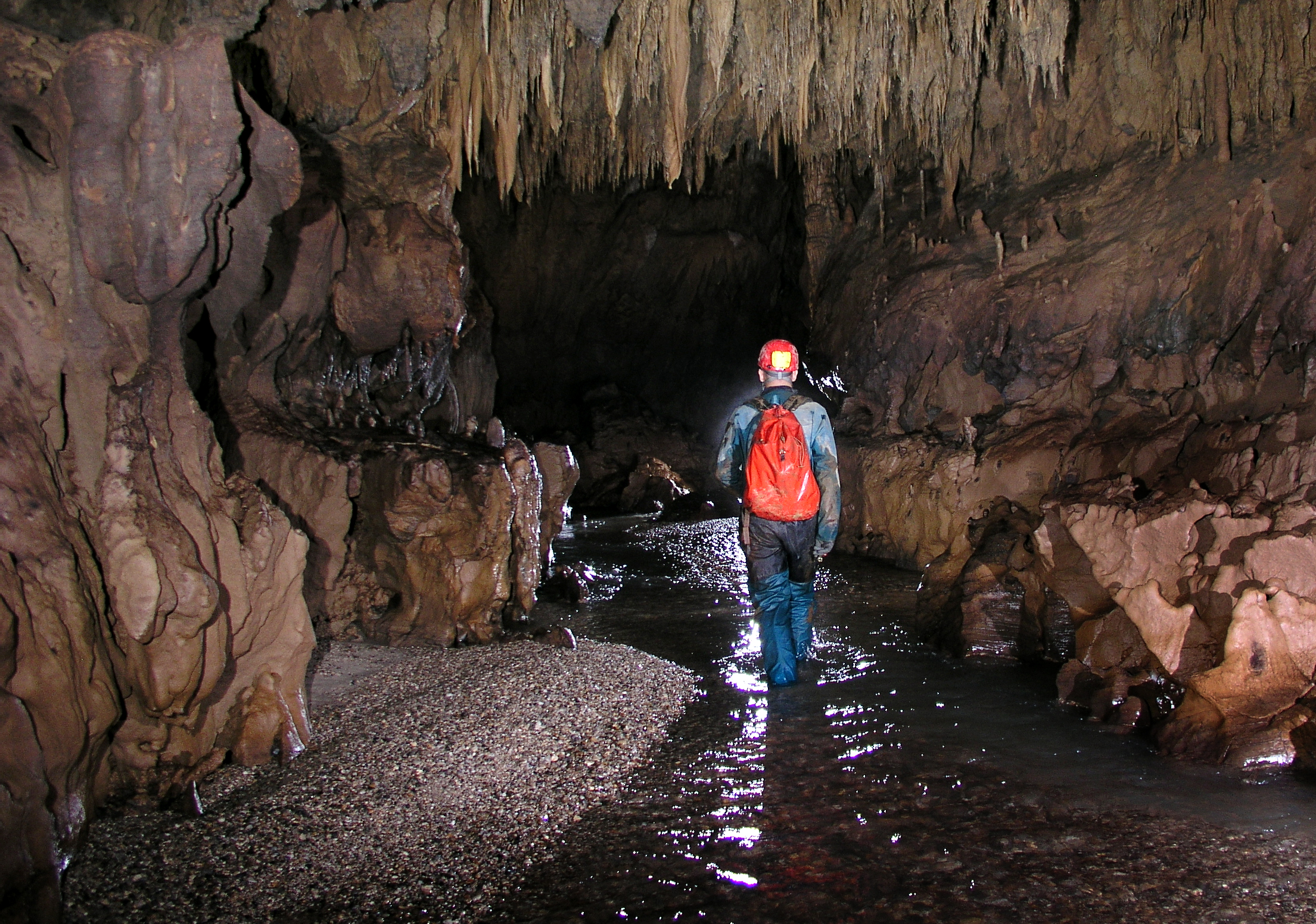
Marche dans la rivière souterraine de la Cueva de Palestina, Nueva Cajamarca, San Martin, Pérou.
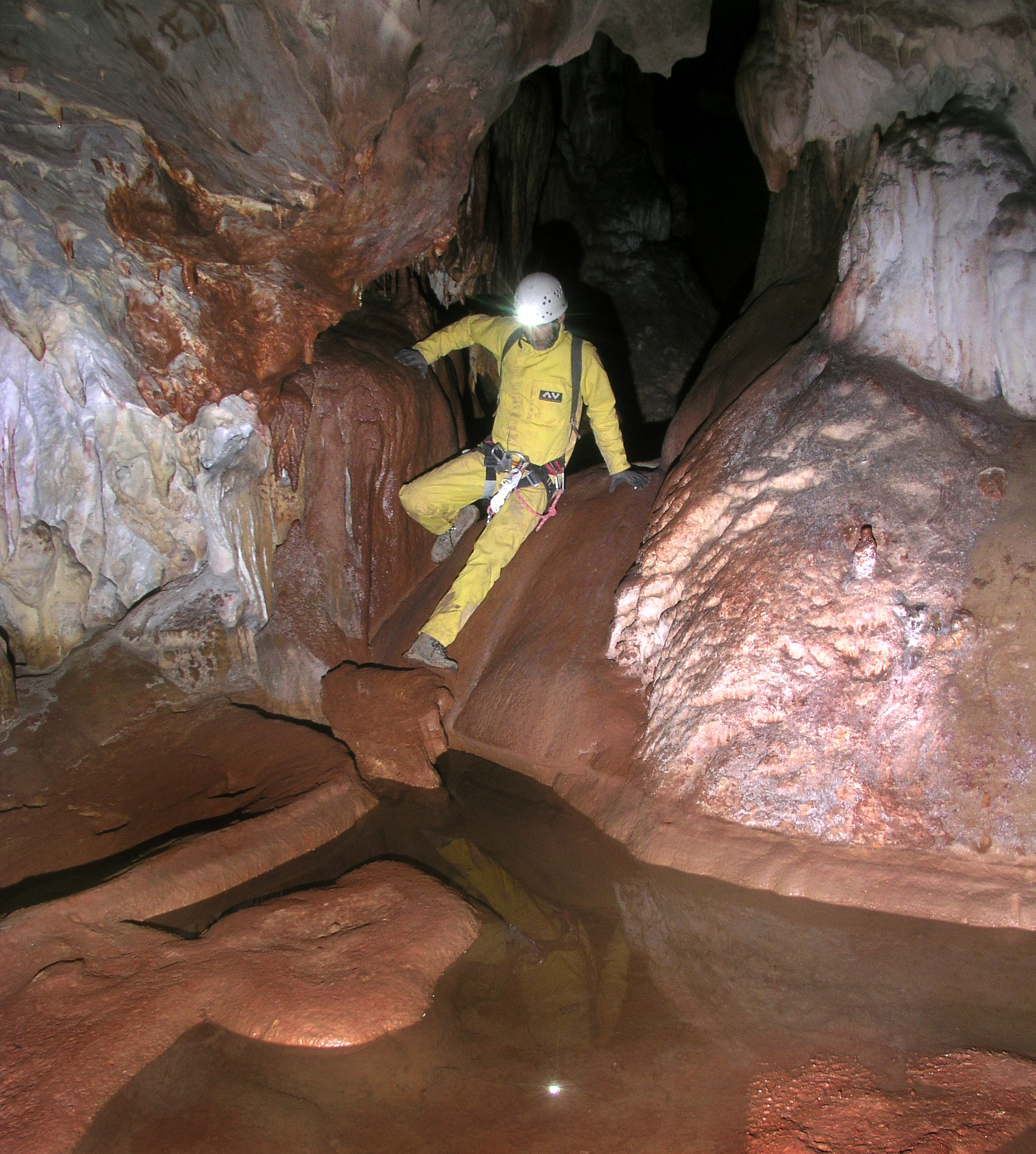
Progression dans l'abisso del Vento, Isnello, Palerme, Sicile, Italie.
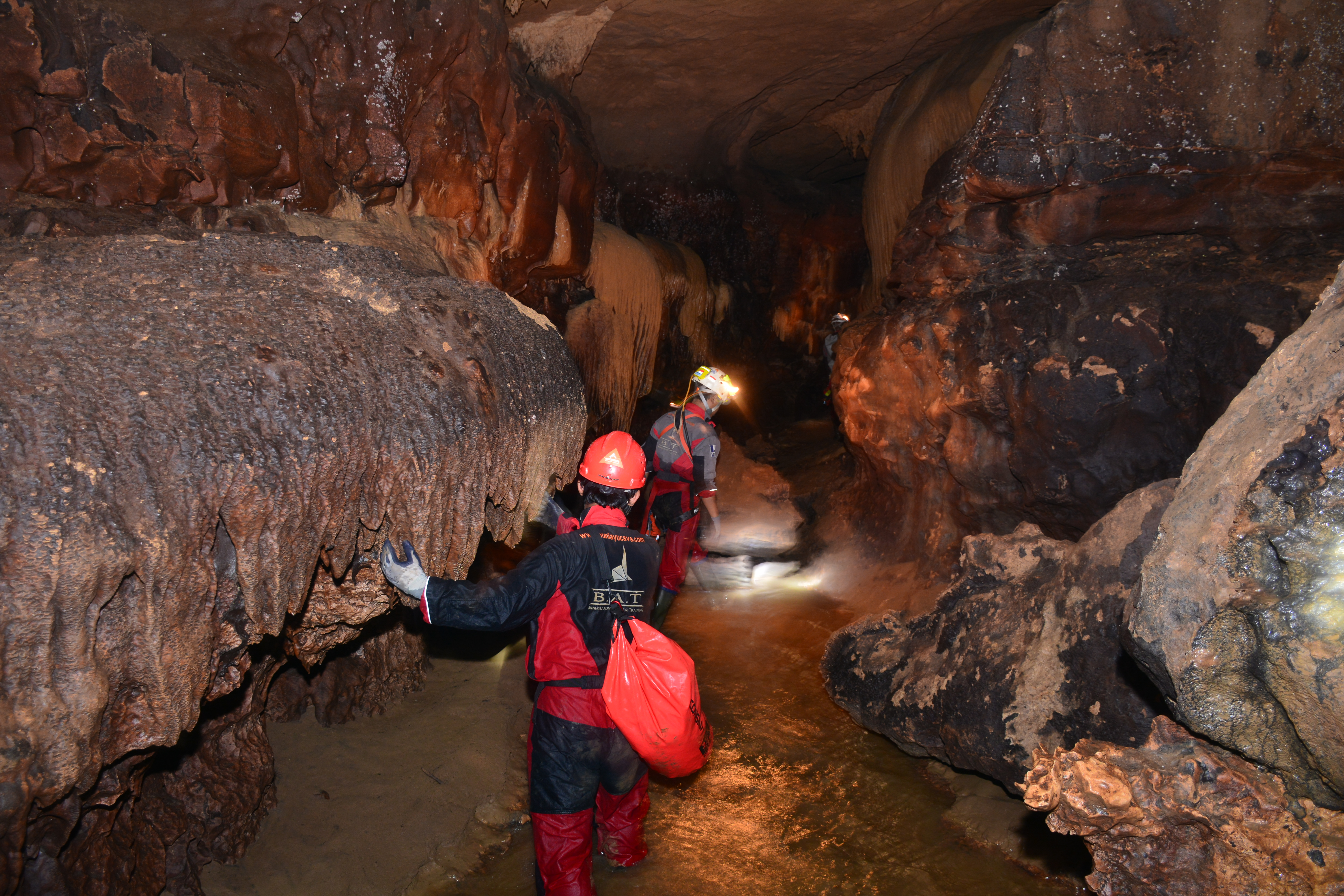
Passage dans la grotte de Buniayu, île de Java, Indonésie.

### Nage
En raison du matériel qu'il transporte, le spéléologue ne flotte généralement pas. Les bottes, si utiles pour franchir les flaques peu profondes, deviennent un handicap une fois emplies d'eau : en empêchant le développement du pied, elles rendent la nage difficile, voire impossible.
La progression dans l'eau profonde, doit être assistée. Une combinaison néoprène, bienvenue dans ces conditions, améliore un peu la flottabilité . Néanmoins, la bouée est unanimement appréciée. Une chambre à air de voiture, à laquelle on a ôté la valve, puis gonflé à la force des poumons, enfin passé sous les bras, suffit généralement à flotter.

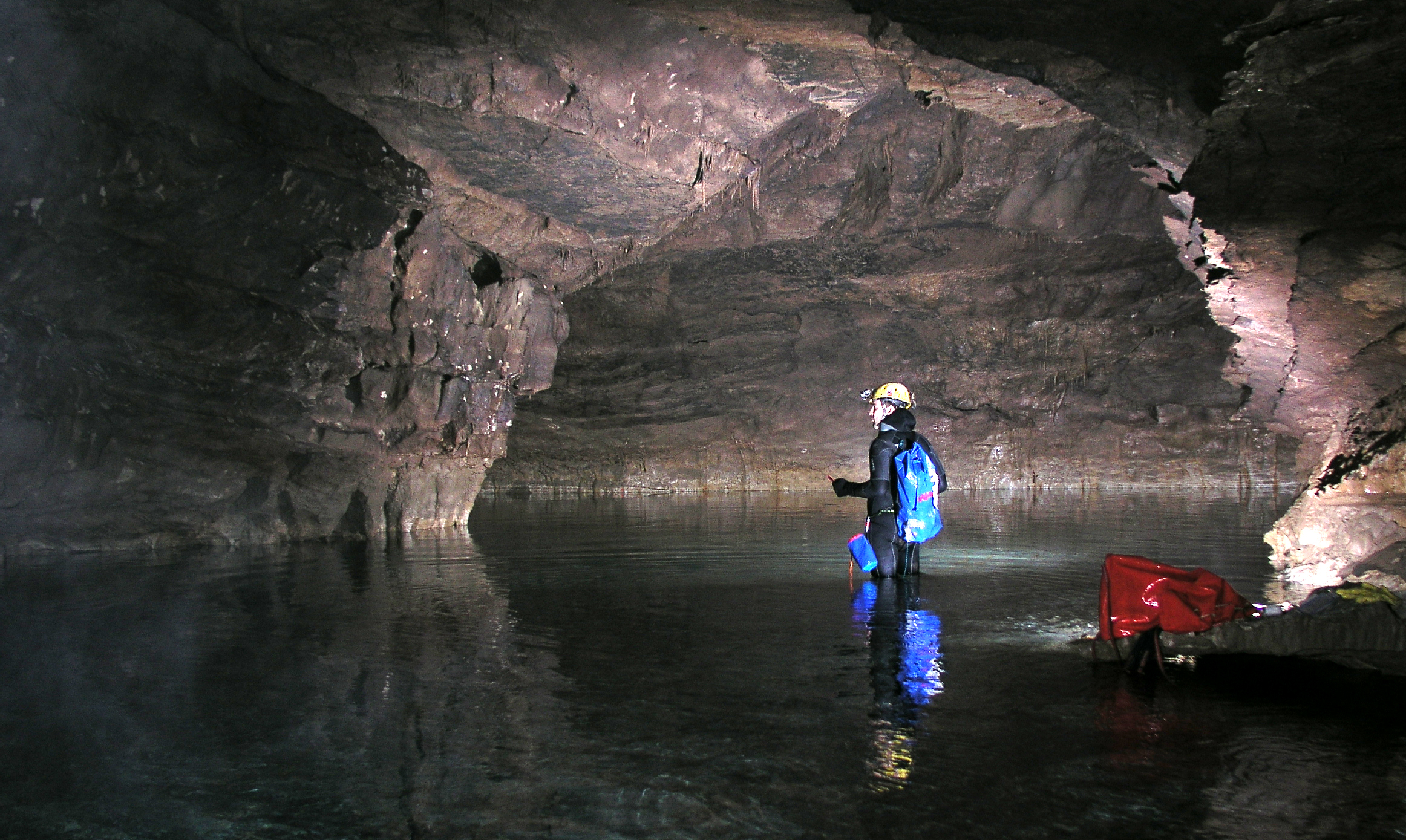
Progression dans la rivière souterraine du Coulomp, grotte de Chamois, Castellet-lès-Sausses, Alpes-de-Haute-Provence, France.
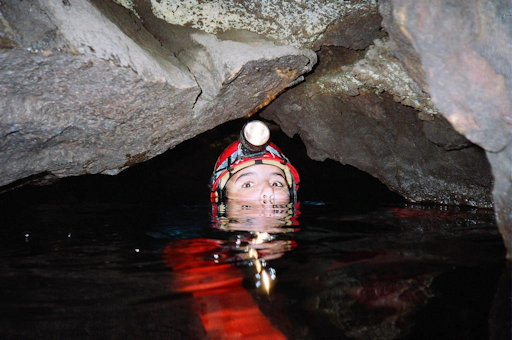
Duck : passage d'une voûte mouillante.
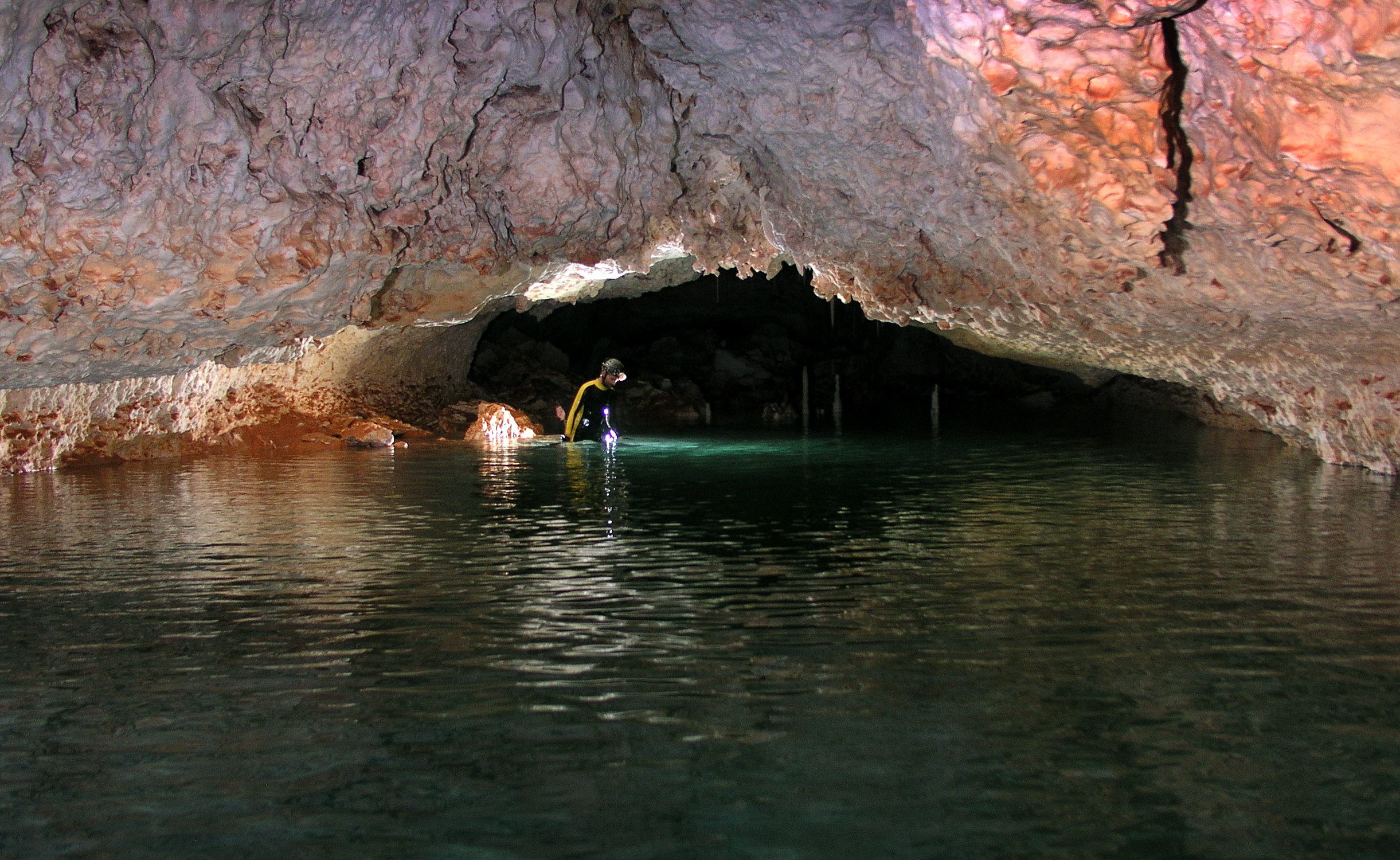
Franchissement d'un Lac dans la Cova des Pas de Vallgornera, Llucmajor, Majorque, Espagne.
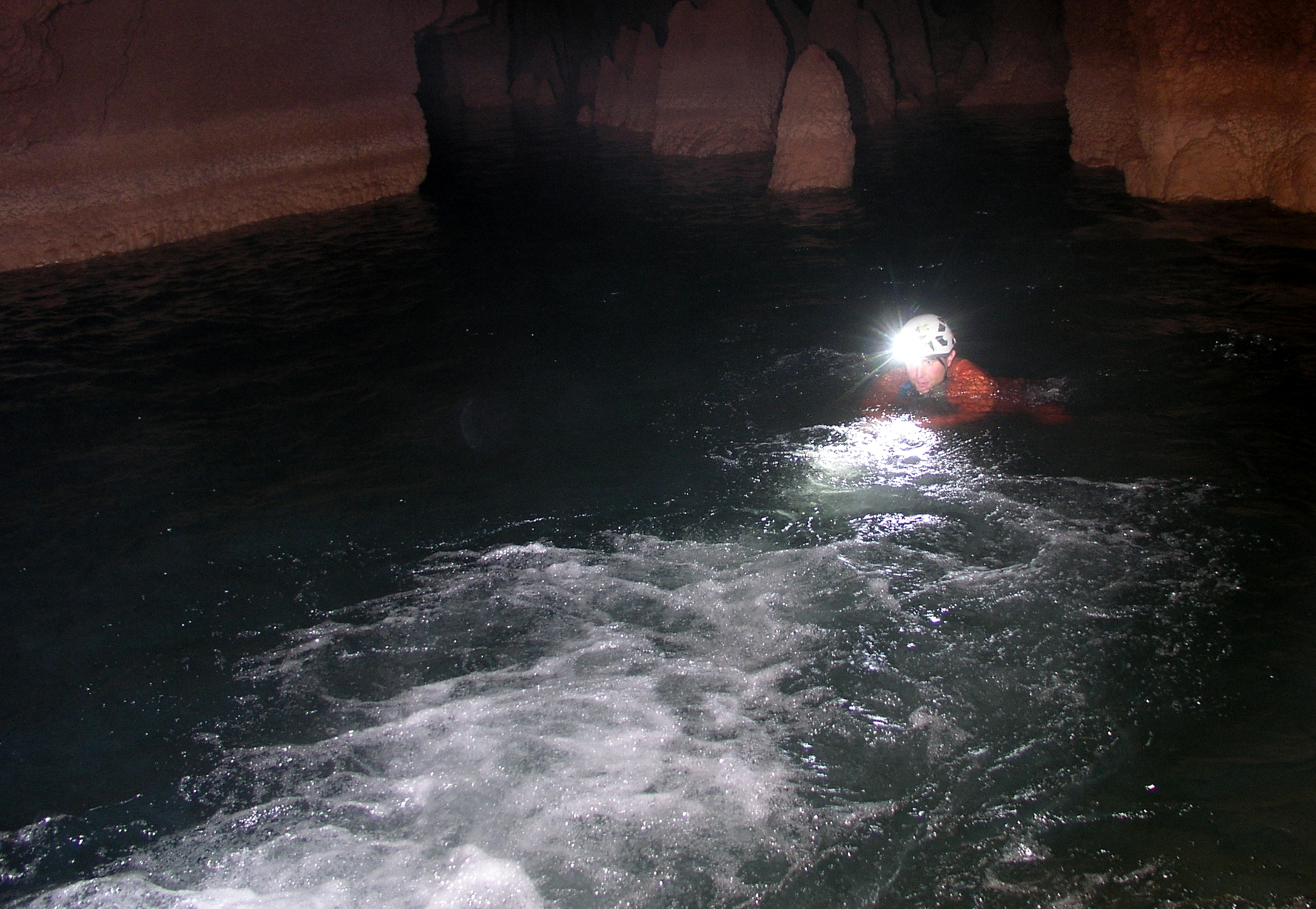
Nage dans un lac souterrain de la Garganta do Bacupari, Sao Desiderio, Bahia, Brésil.

### Bateau
Beaucoup plus confortable que la nage, la progression en barque peut, avec la plupart des embarcations utilisées en spéléologie, se transformer assez brutalement en progression à la nage. Il est essentiel de prendre en compte le chavirement pour sécuriser le passage.
Le bateau sera solidement amarré aux deux extrémités afin de permettre le va-et-vient de l'embarcation.

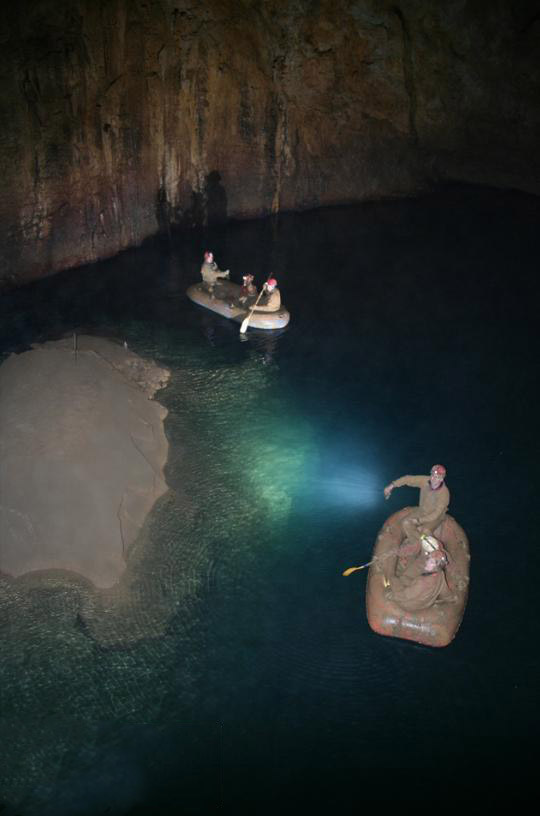
Navigation sur un lac de la grotte du Blautopf, Jura souabe, Allemagne.

### Ramping et laminoir
C'est par ces noms que l'on désigne les passages plus larges que hauts. Selon la hauteur du passage, on progresse accroupi, à quatre pattes ou en rampant. Il n'y a rien de mieux pour renforcer l'esprit d'équipe quand on est là à ramper dans la boue avec ses coéquipiers. La reptation est fatigante et peut être éprouvante psychologiquement. Il faut donc être prêt à renoncer devant un passage difficile.
En effet, la contention du corps peut être désagréable dans les cas extrêmes. Lorsque la cage thoracique est coincée entre le plafond et le plancher, l'amplitude des respirations est limitée, et c'est la respiration abdominale qui doit prendre le relais. Une panique à cet instant accélère le rythme respiratoire et accentue l'effet de malaise. Il convient donc d'être vigilant et si possible aidé par un coéquipier.

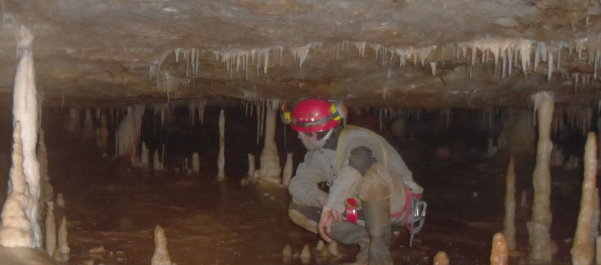
Au repos dans un confortable laminoir.
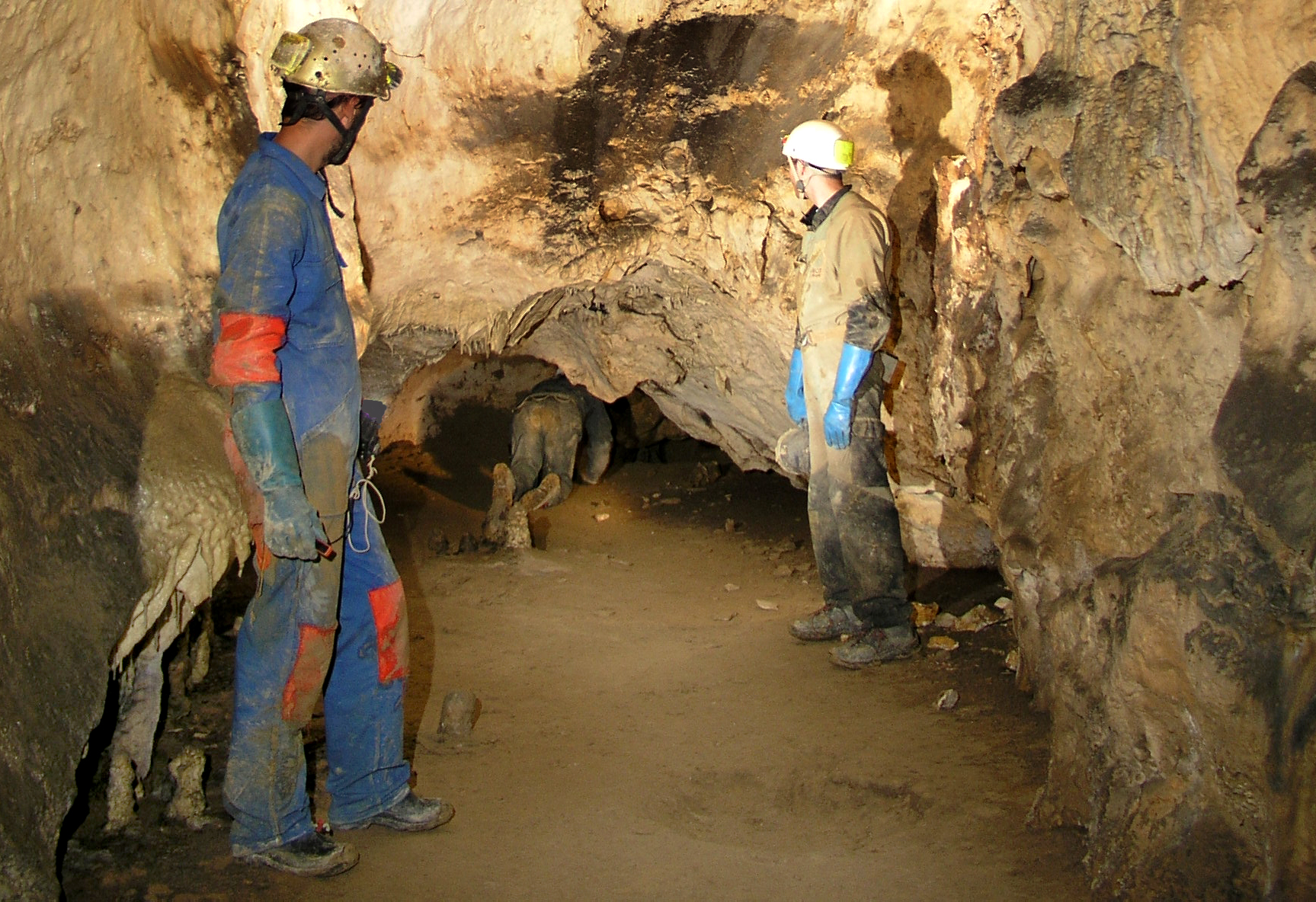
Passage bas dans la baume des Anges, Donzère, Drôme, France.
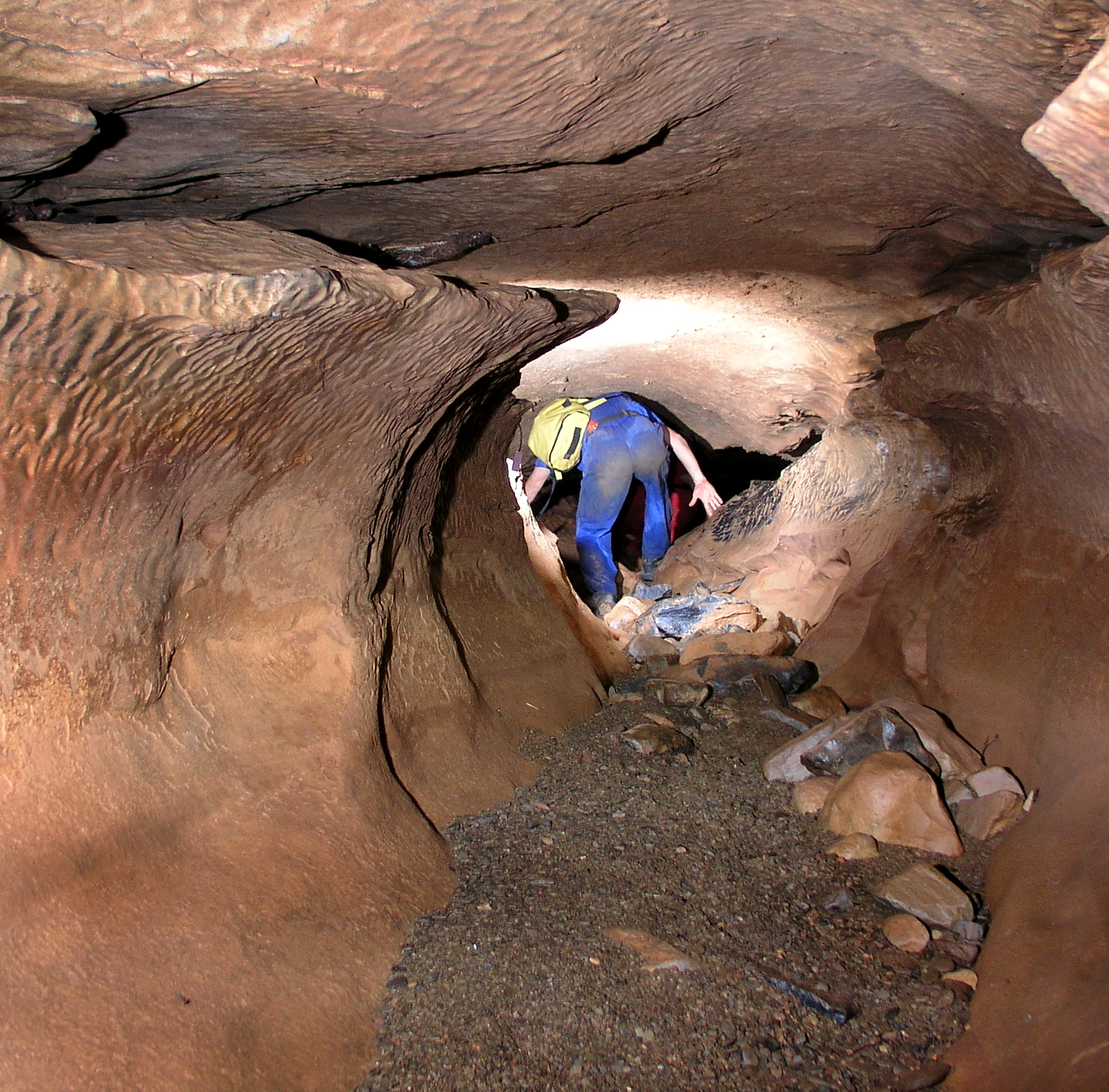
Progression en position courbée dans une perte de la Serra do Ramalho, Bahia, Brésil.

### Progression en méandre
Au contraire, un méandre est une galerie très étroite mais assez haute pour le passage de l'homme. Si la largeur, la hauteur ou le profil du méandre rendent une chute dangereuse, il doit être équipé en vire.
Selon la configuration du méandre, on peut progresser en opposition de face avec une main et un pied sur chaque paroi, ou en opposition de profil (dos ou fesses sur une paroi, pieds de l'autre côté) : selon le profil du passage, diverses parties du corps peuvent être appelées à renforcer le blocage : opposition entre pointes et talons de pied, entre talons et genoux, coude et poignet…
Si le méandre est étroit, mais permet de laisser les pieds au sol, on progresse alors de profil, en anticipant la meilleure position à adopter : il est souvent impossible de se retourner.
Il convient d'être très prudent dans le cas d'un méandre se rétrécissant vers le bas. Dans ce cas, on progresse usuellement en hauteur. Même si la chute n'est pas dangereuse, il est très difficile de sortir seul d'une telle situation de coincement : plus le corps bouge plus il s'enfonce, le risque d'asphyxie augmente et la panique aggrave l'épreuve.

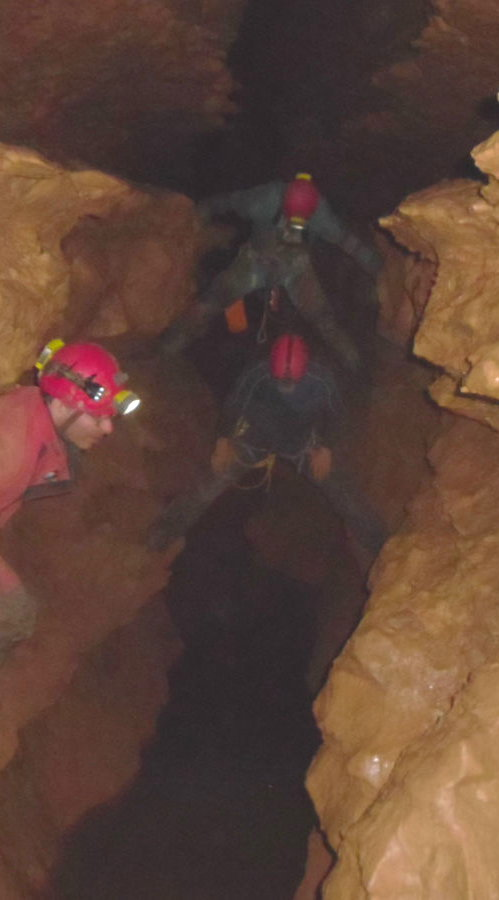
Progression en opposition dans un méandre surcreusé en forme de serrure.
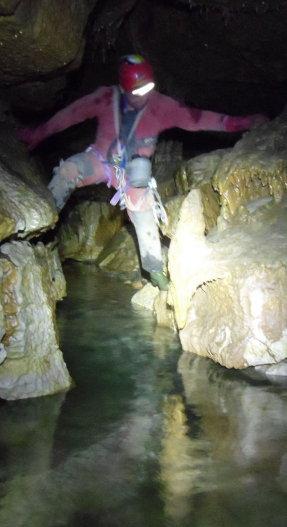
Passage au-dessus d'une rivière sous le Larzac.
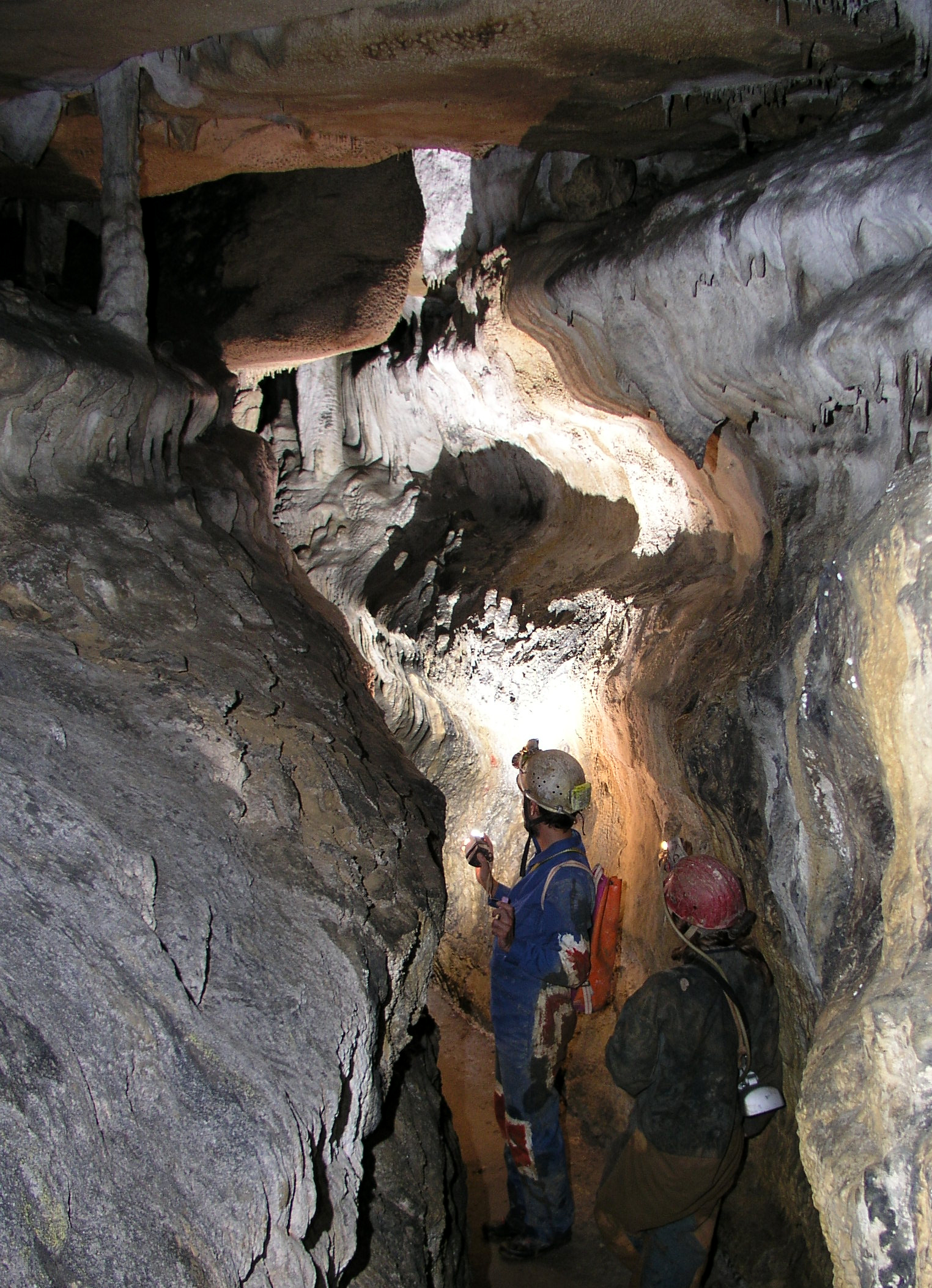
Méandre dans le trou Miette, Méailles, Alpes-de-Haute-Provence, France.
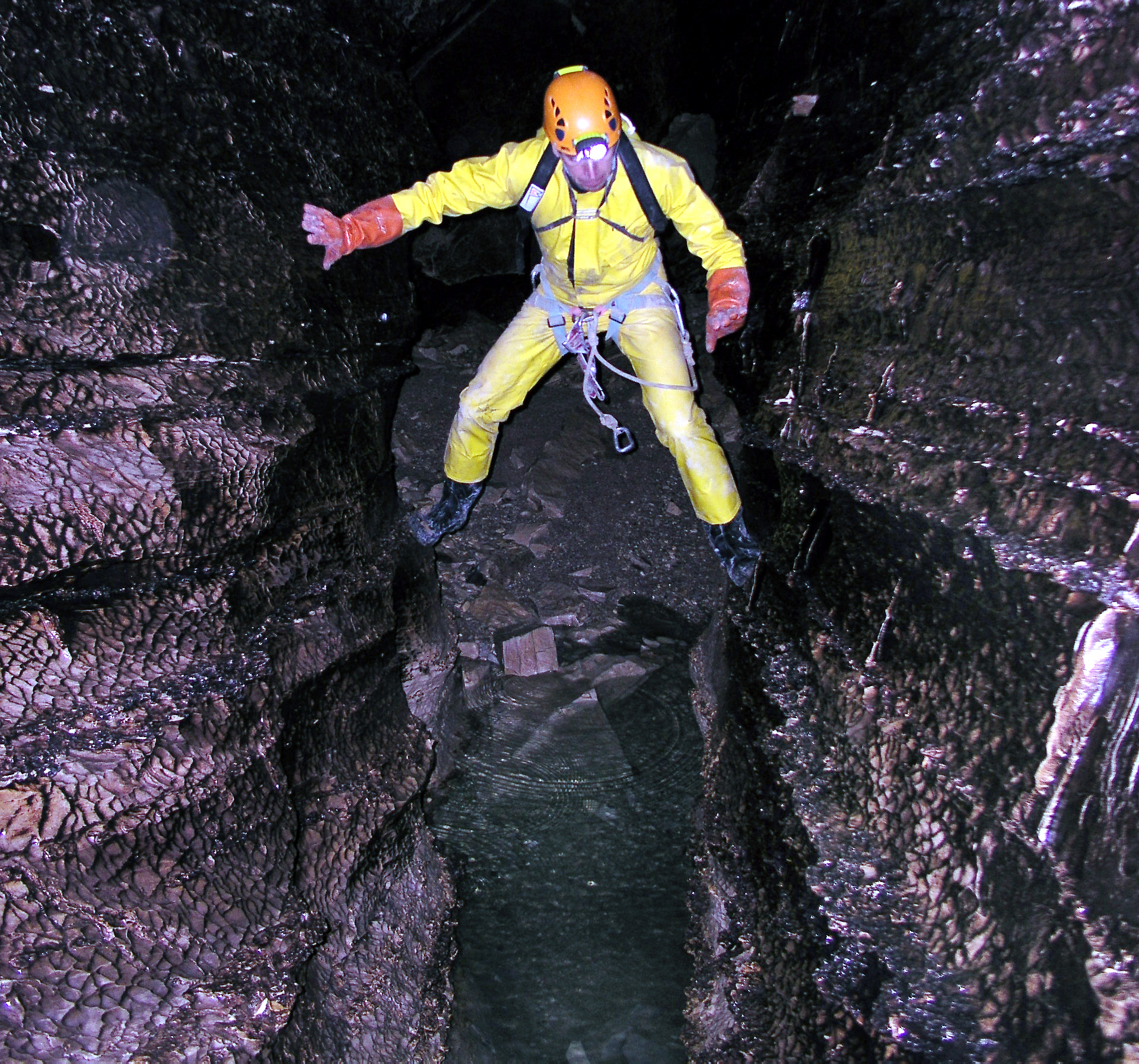
Passage en opposition dans les Cuves de Sassenage, Isère, France.

### Dénivellation
Lors d'une progression en reptation, le spéléologue ne s'engage jamais tête la première dans un passage descendant. En effet, la pesanteur interdit rapidement la remontée si elle s'avère nécessaire. De plus, le sang afflue vers la tête, ce qui est désagréable, voire dangereux. Au contraire, il faut passer les pieds en premier et, comme mentionné précédemment, ne pas traîner un sac derrière soi, l'idéal étant de le faire passer entre coéquipiers (ou de le guider devant soi à l'aide des pieds).
Devant un passage inconnu, il convient d'être méfiant. La position retenue sera le plus souvent tête en premier, mais continuer ainsi si le passage commence à descendre serait une erreur grave.

### Chatière et étroiture
Certains passages horizontaux ou verticaux peuvent être d'une exiguïté extrême, particulièrement compliqués à négocier pour des spéléologues de fort gabarit ; voire infranchissables. Si le spéléologue doit retirer son matériel pour passer, ou s'il transporte un sac, ces derniers doivent être poussés devant soi et non traînés : sinon, leur coincement interdirait toute retraite.
Une solution simple et efficace consiste, quand c'est possible, à se passer le matériel entre coéquipiers.

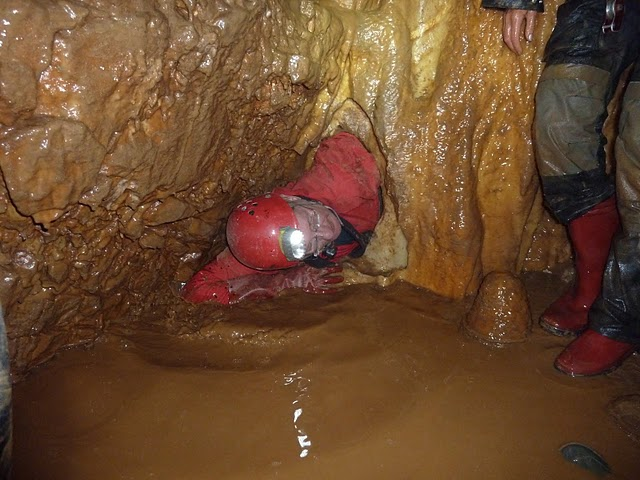
Étroiture humide.
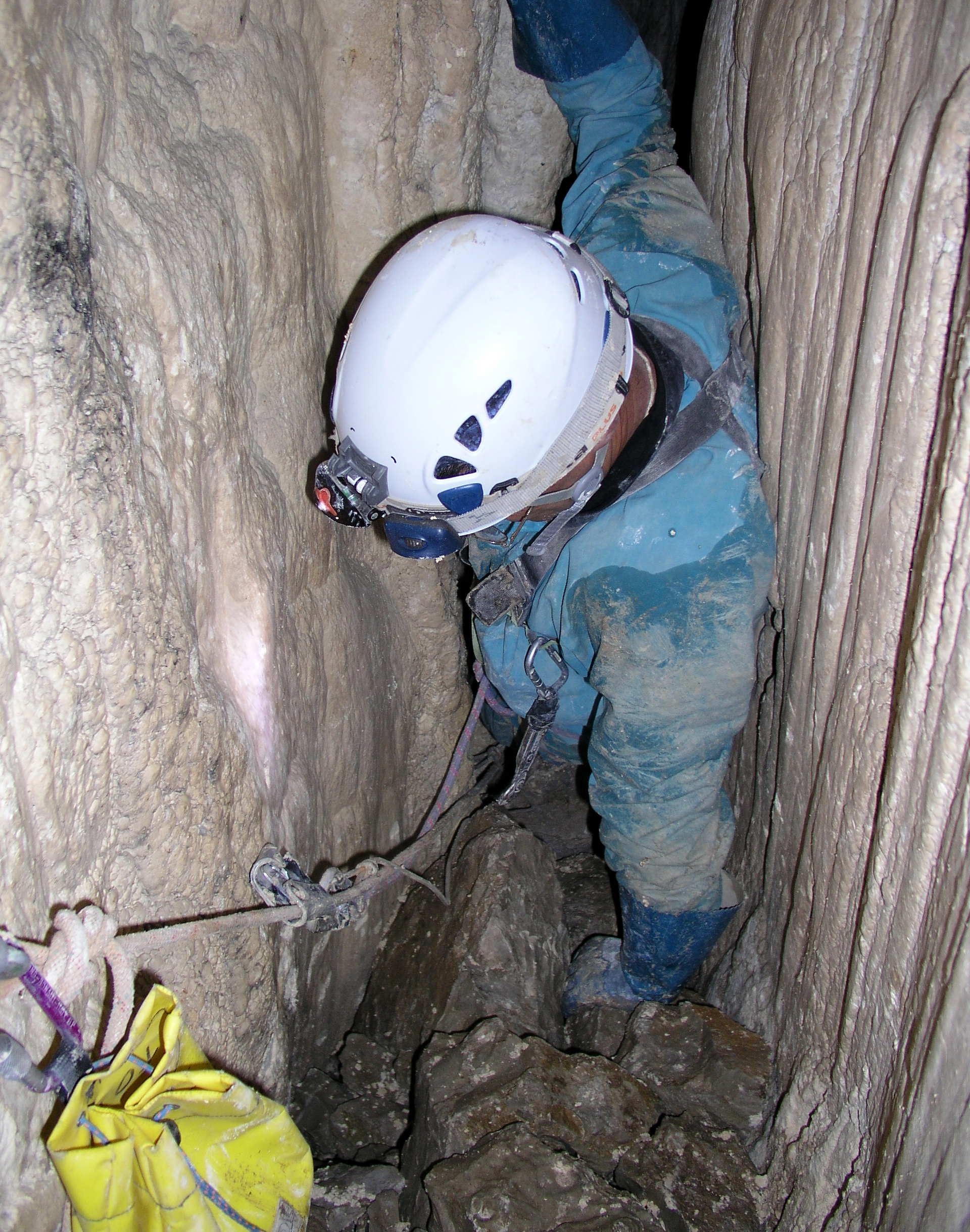
Passage étroit dans le gouffre du Pé de Muéou, Éourres, Hautes-Alpes, France.
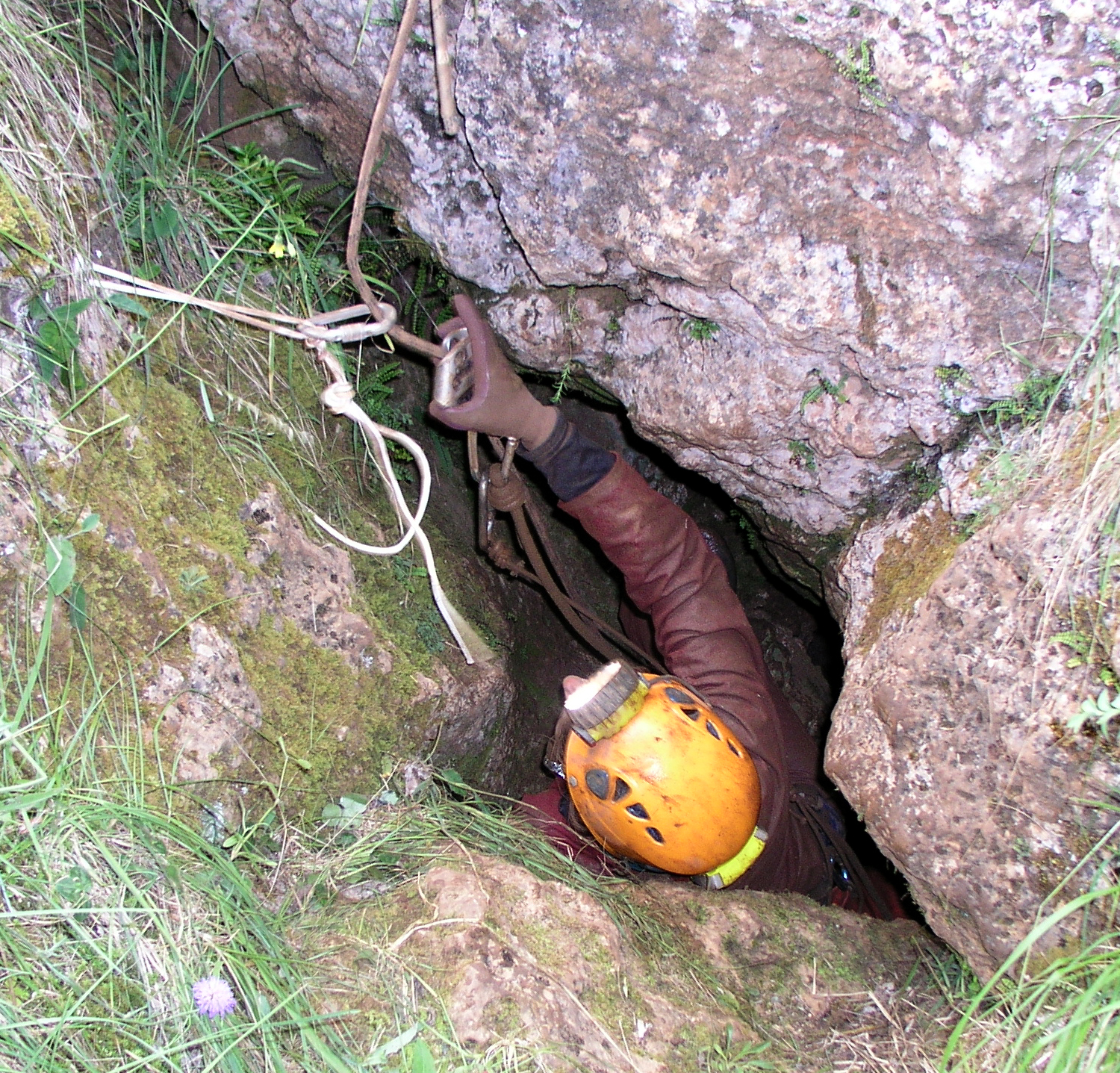
Sortie étroite de l'aven de Baume Fromagère, Saint-Pierre-des-Tripiers, Lozère, France.
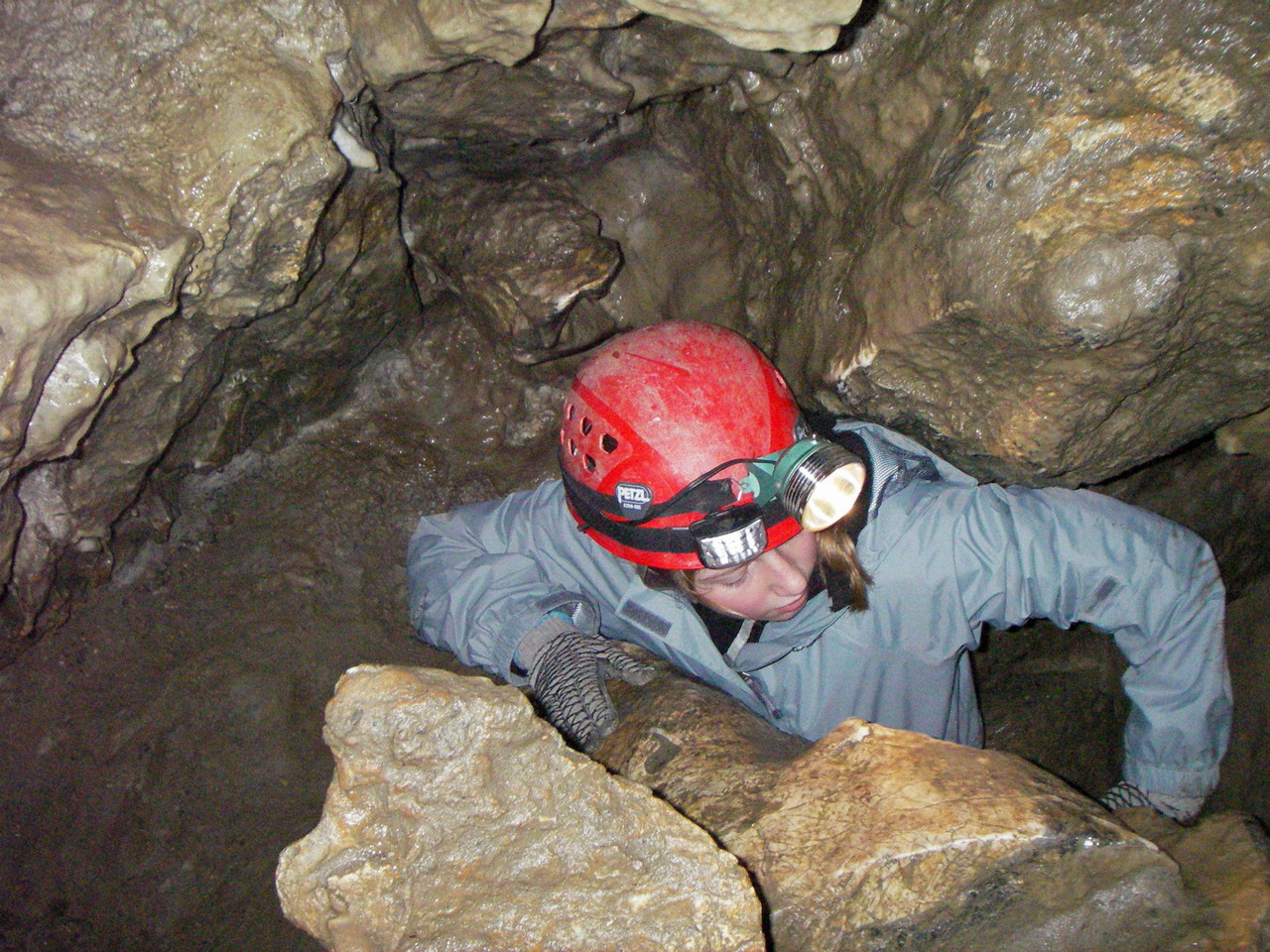
Grottes de Cody, montagnes de Selkirk, Colombie-Britannique, Canada.
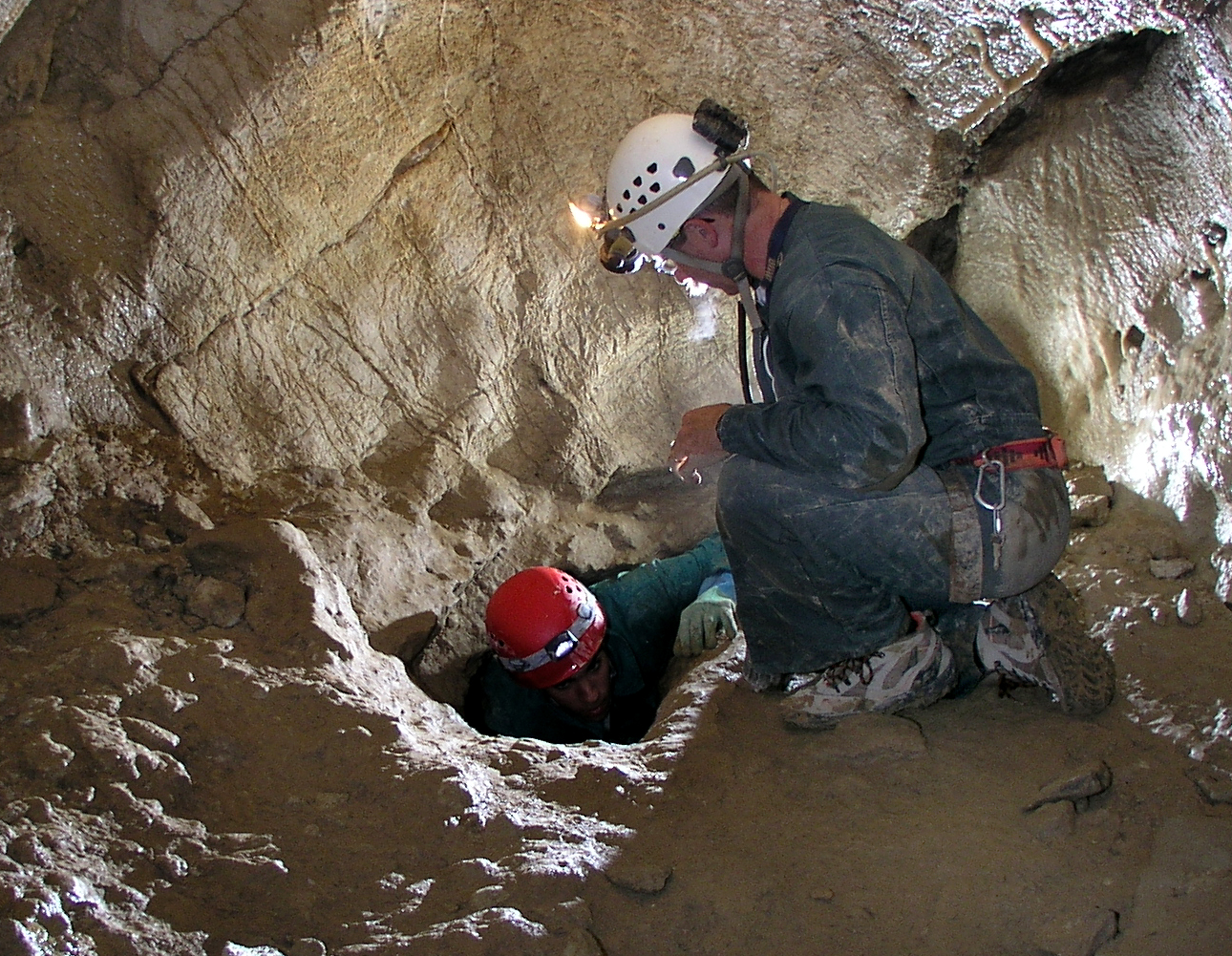
Étroiture au fond de la grotte du Chat, Daluis, Alpes-Maritimes, France.

### Boyau
Un boyau est une galerie longue et étroite où la reptation est obligatoire. Moins pénible qu'une étroiture, il peut néanmoins être épuisant par sa longueur.

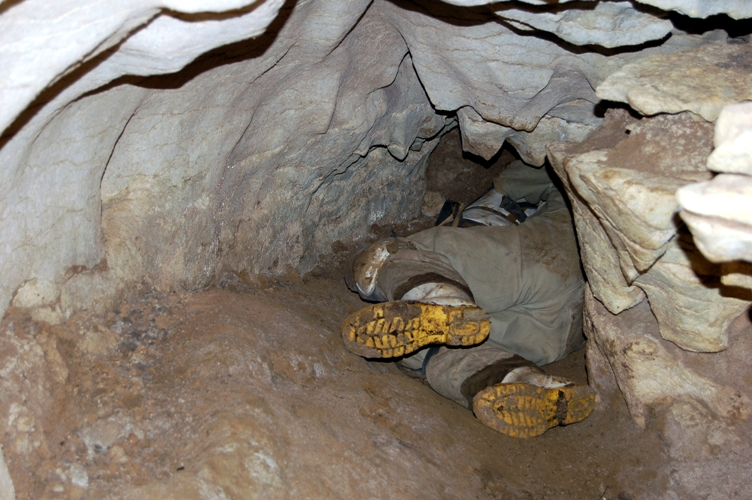
Reptation dans le passage Gradungula, grottes d'Honeycomb Hill (Nouvelle-Zélande).
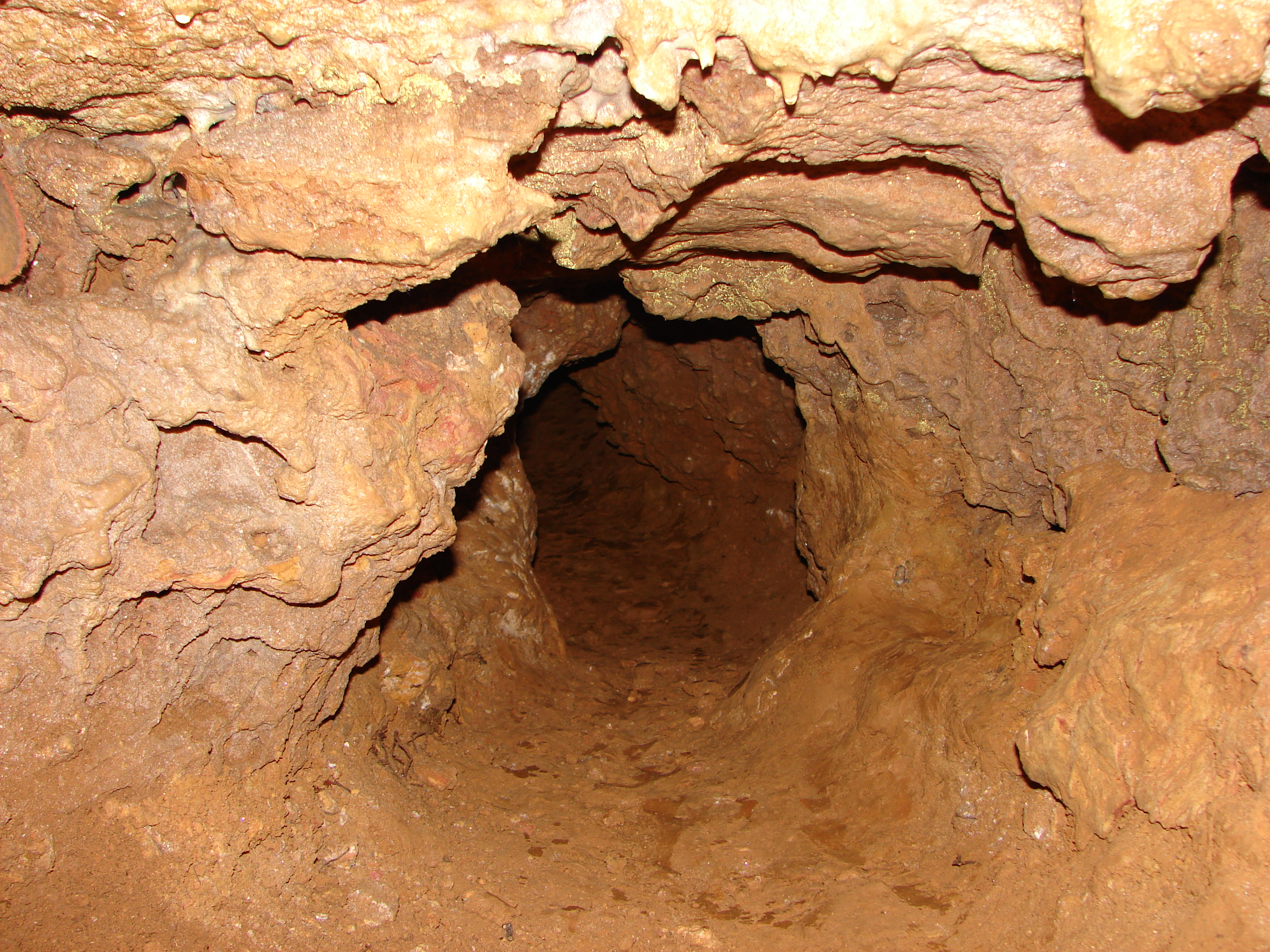
Boyau dans la grotte de Bruniquel, Tarn-et-Garonne, France.

### Passage en vire et main courante
Les grottes et avens peuvent présenter des passages présentant un risque de chute, qui seront donc équipés de cordages par un spéléologue confirmé.
Les cordes sont installées pour assurer la protection à l'approche d'un point exposé au vide. Ainsi, l'approche de chaque puits est équipé d'une main courante. Une main courante est une corde quasi-horizontale reliée en ses deux extrémités à des amarrages (naturels ou artificiels). Elle est tendue et placée en hauteur. Elle débute avant la zone exposée au risque de chute et continue, ininterrompue, jusqu'à la fin de la zone exposée, ou, au contraire, jusqu'au début d'une descente verticale.
Dès que la main courante est accessible, on s'y sécurise. On doit impérativement se longer à la main courante avant d'être exposé au risque de chute. On oriente le mousqueton de façon que la roche ne puisse pas l'ouvrir en appuyant sur le doigt.
Certaines mains courantes présentent des points intermédiaires : La corde est reliée en un point à un amarrage, formant ainsi deux segments séparés. Pour passer cet obstacle, on utilise alternativement les deux longes, sachant qu'une longe doit être fermée à tout moment sur la corde de progression.

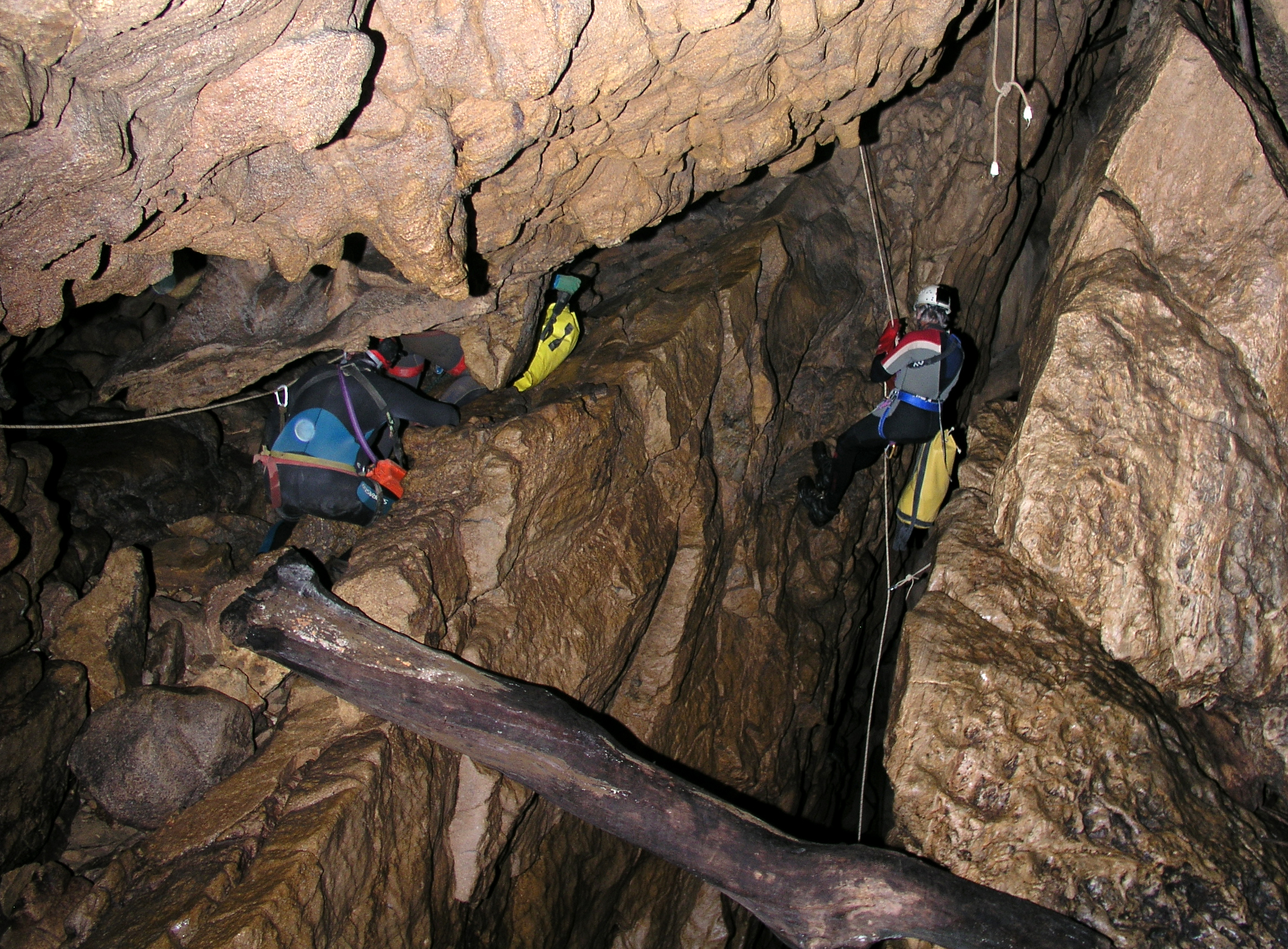
Progression dans la goule de Foussoubie, Labastide-de-Virac, Ardèche, France.
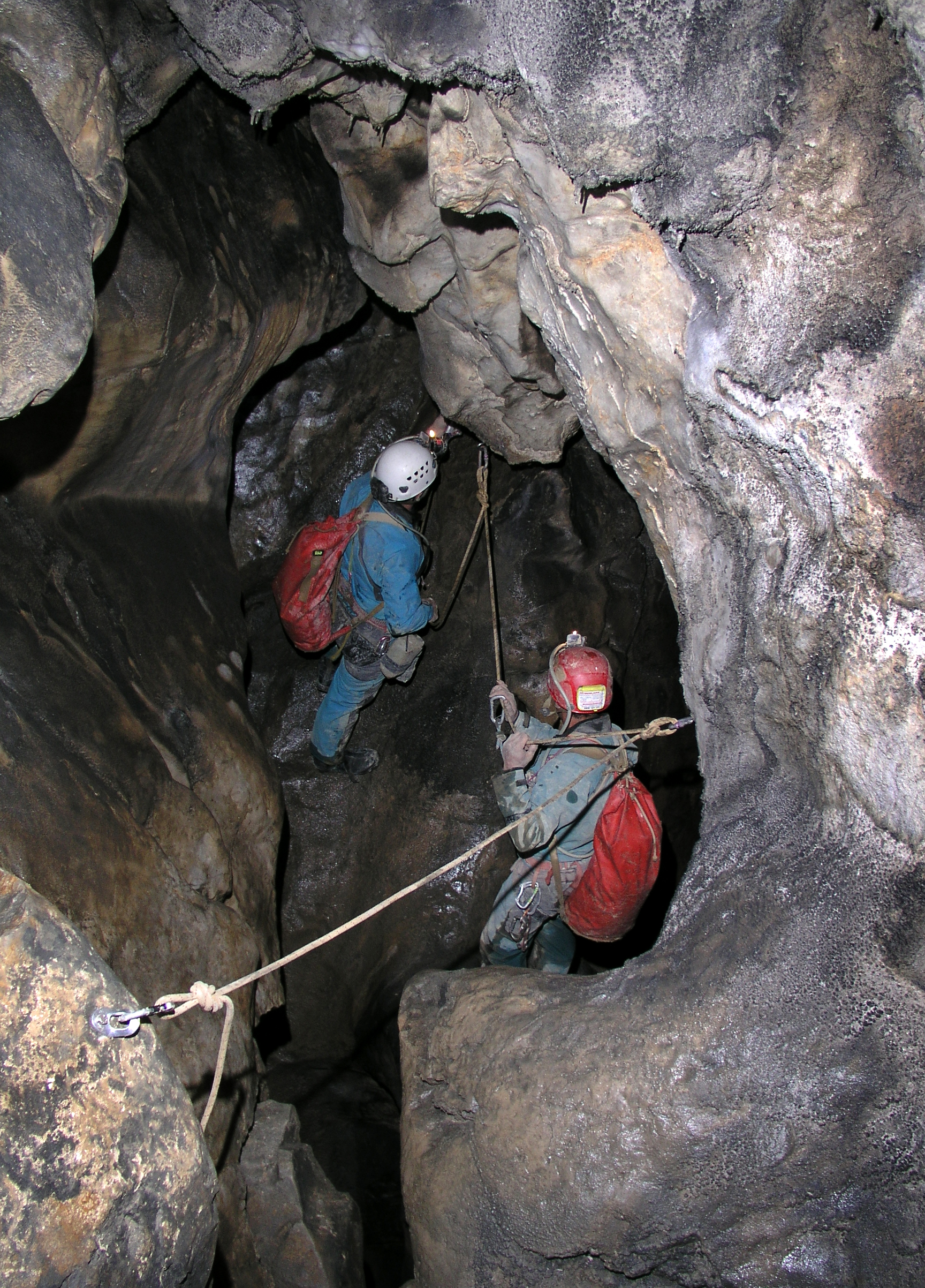
Main courante dans la grotte de Sakany, Quié, Ariège, France.
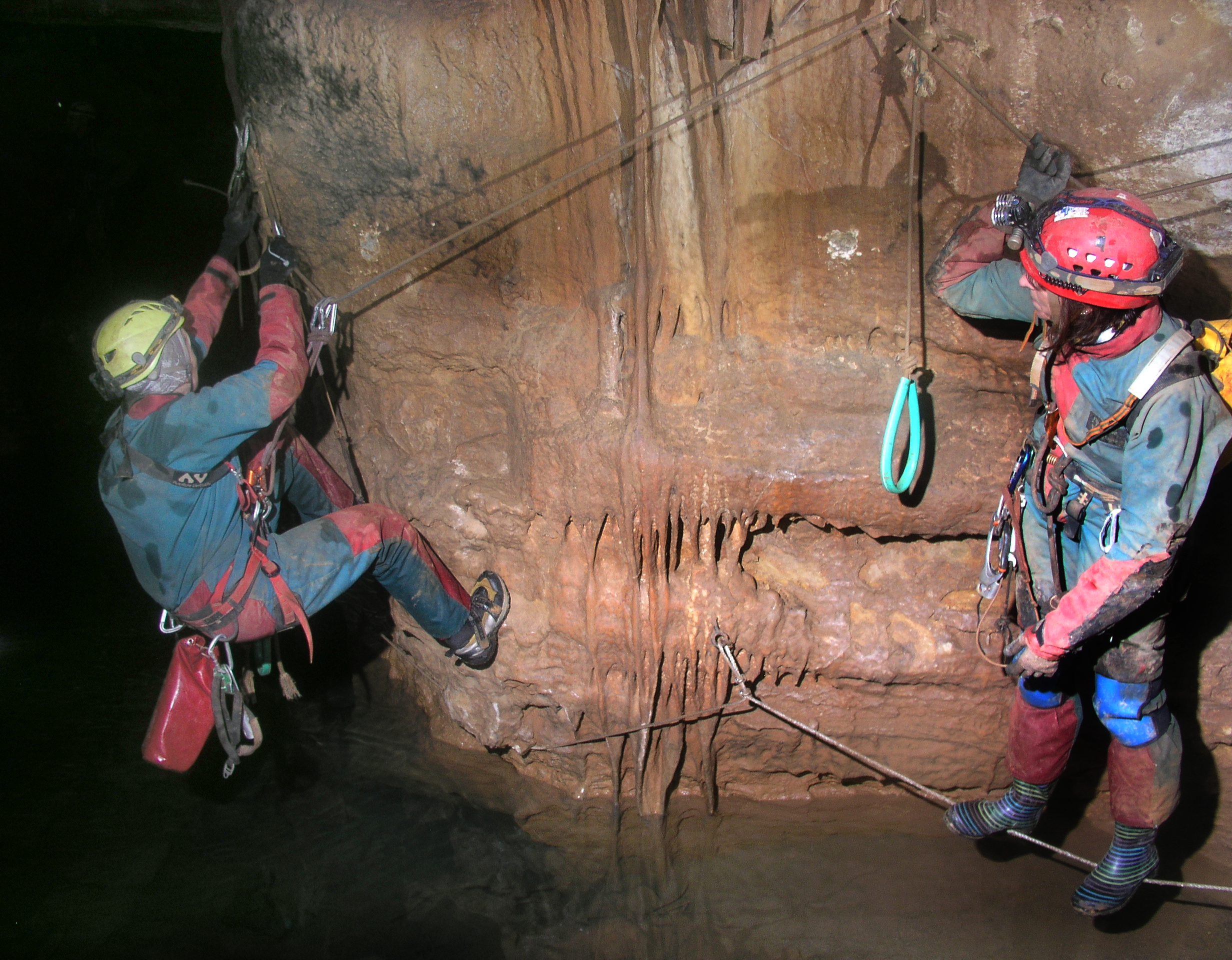
Franchissement d'une vire au-dessus d'un lac dans la grotte de la Cabane à Saint Paul des Fonts, Saint-Jean-et-Saint-Paul, Aveyron, France.
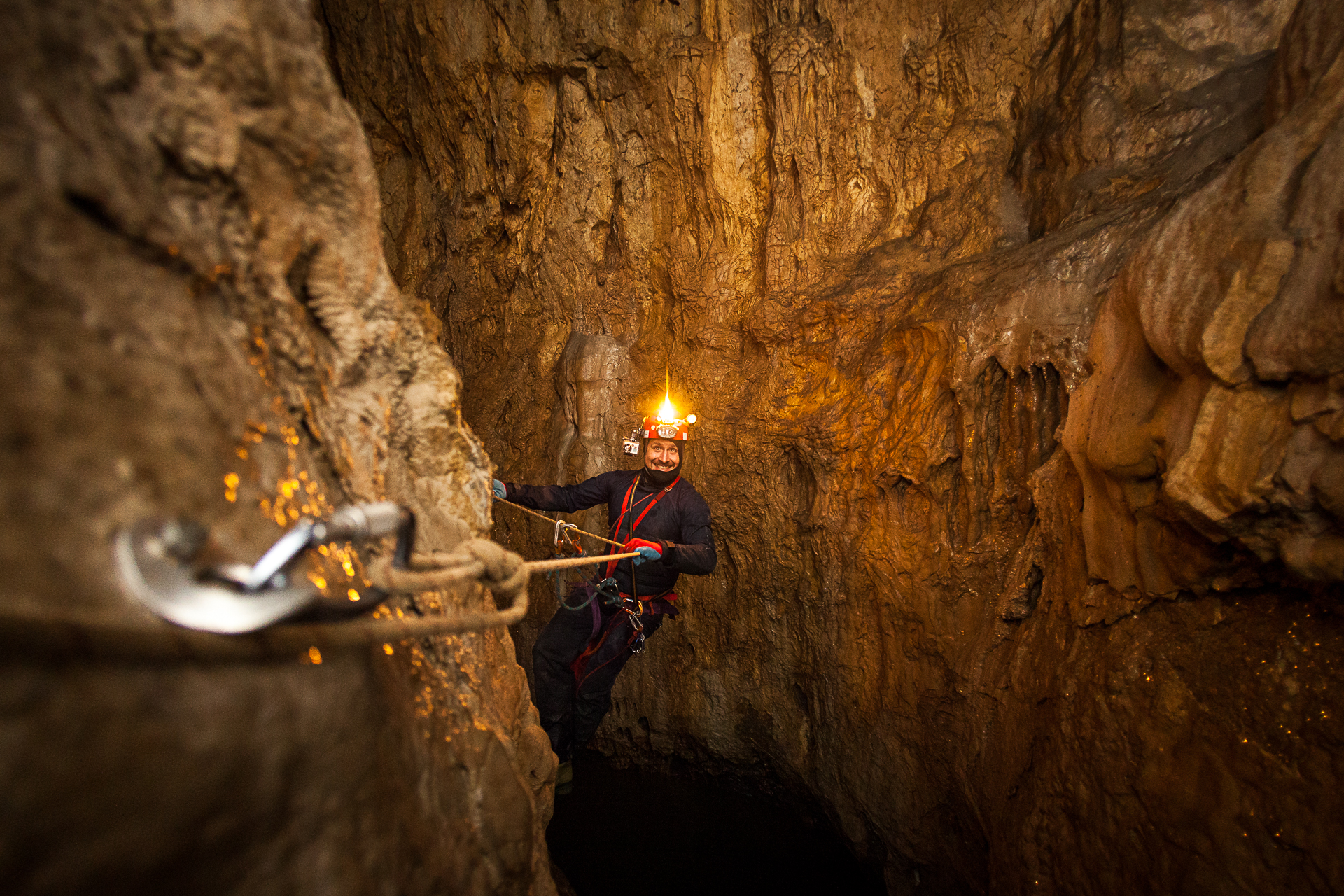
Main courante sur une vire du ponor de Suvi, Monts Miroč, nord-est de la Serbie.

### La verticale à la descente
Au bout d'une certaine distance en progression sur la main courante, le spéléologue arrive en vue de la corde du puits. C'est une corde verticale, soit nouée à la main courante, soit en continu, fixée à plusieurs amarrages. On y place le descendeur.
Quand les cordes sont mises en place au cours de la progression, il est impératif de préparer des nœuds au bout de ces cordes avant de les ensacher dans les kits : en effet, pendant la descente, il est impératif que le descendeur de l'explorateur se bloque instantanément contre ce nœud terminal au moment où la corde s'avère trop courte ! On anticipera aussi l'ajout d'une nouvelle corde, obligeant la cordée au « passage de nœud », technique complexe à la descente. La mise en place d'un nœud intermédiaire doit respecter des règles strictes quant au choix des natures et diamètres cordes ainsi que du type de nœud de jonction, sous peine d'un glissement des cordes. Attention également à l'allongement dû à l'élasticité, qui peut mettre la corde hors d'atteinte une fois déchargée ! 
On évitera de faire frotter la corde aux parois. Pour cela, plusieurs techniques existent afin de s'adapter aux différents cas, tel que le fractionnement et la déviation.
La descente peut être contre-assurée par un spéléologue confirmé. Mais après quelques descentes, un spéléologue débutant est capable de gérer sa descente seul.
Quelles que soient les circonstances, il est impératif de ne jamais lâcher la corde en aval du descendeur. Lâcher la corde provoque l'emballement de la descente et la chute du spéléologue avec des conséquences dramatiques à la clef (chute au sol, reprise très violente par le baudrier si on arrive à un fractionnement, brûlures aux mains si on essaie de reprendre le contrôle de la chute...). Si on a besoin de lâcher la corde, il faut d'abord réaliser une clef d'arrêt qui bloquera le descendeur.
Selon la section de la corde, son état, et les forces en présence, la régulation de la descente se fait soit en laissant filer la corde entre les deux mains, soit en alimentant le descendeur par brassées successives.
Arrivé en bas, une fois le descendeur enlevé, le spéléologue annonce que la corde est disponible pour le suivant, en criant le mot « libre ». Il se met en même temps à couvert, pour ne pas être exposé aux chutes de pierres ou d'objets divers (appareils photos…) causées par les suivants.
Parfois, l'arrivée se fait sur une main courante ; ou bien, lorsque la descente dans le puits est fractionnée en plusieurs tronçons, sur un fractionnement. Un spéléologue confirmé supervisera alors la manœuvre.

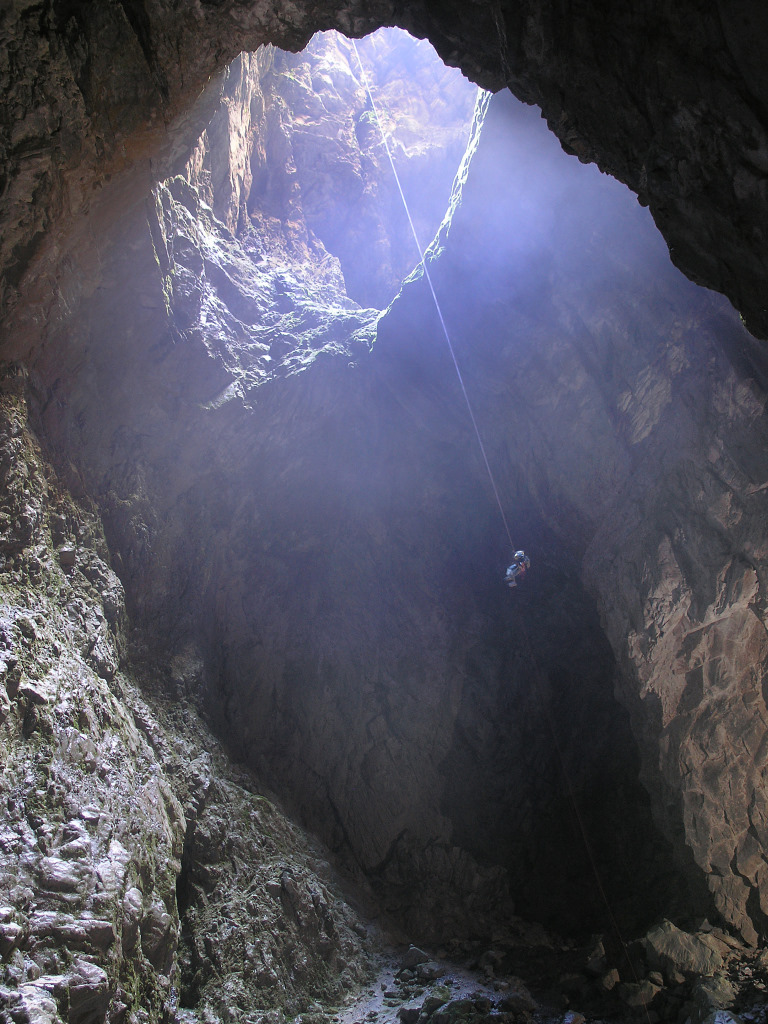
Descente dans un puits d'entrée de Harwood Hole, profond de 183 m, Nouvelle-Zélande.
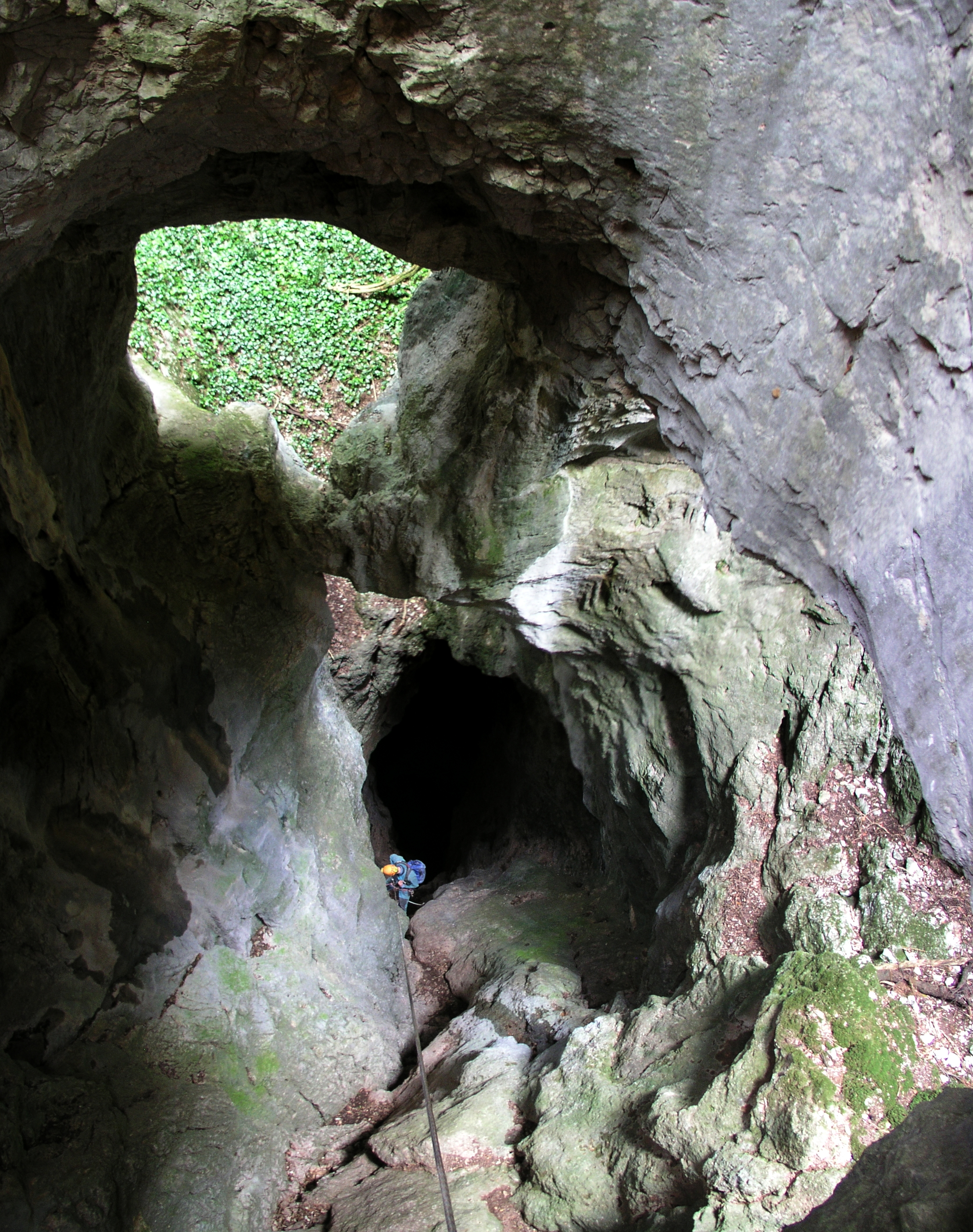
Vue en plongée de l'aven des Neuf Gorges, Le Garn, Gard, France.
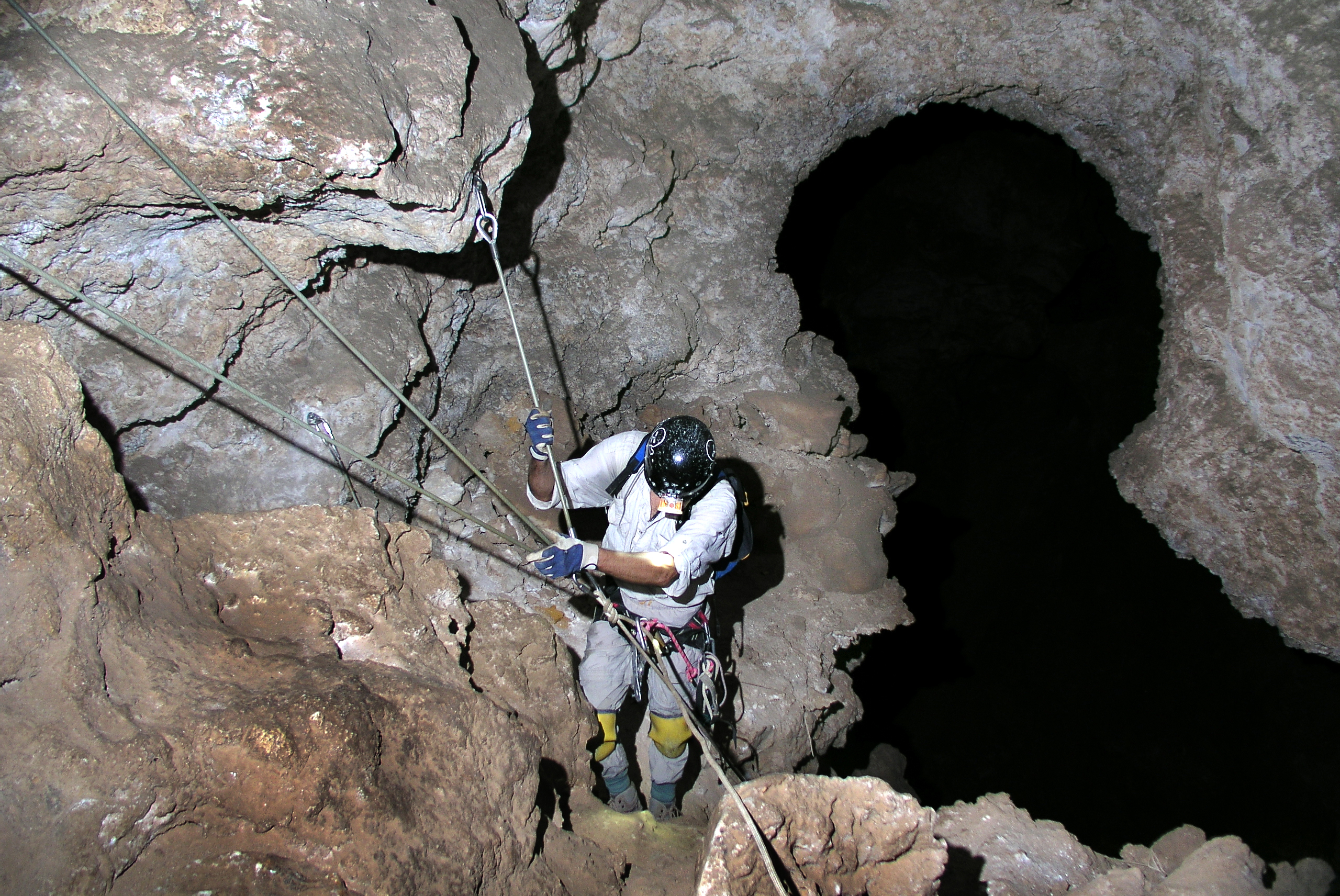
Sommet du puits de Boulder Falls (P 45) dans la grotte de Lechuguilla, Carlsbad, Nouveau-Mexique, États-Unis.

### La verticale à la remontée
Comme la descente, la remontée est supervisée par des spéléologues confirmés.
La remontée sur corde s'apparente au déplacement d'une chenille : un va et vient entre les deux bloqueurs, celui de poing et celui de poitrine.
1. On monte le bloqueur de poing (et donc la jambe qui y est reliée par la pédale).
2. On positionne le pied sous le corps de façon à optimiser la poussée. Comme sur une échelle, la montée se fait avec les jambes ; un usage trop important des bras conduit à l'épuisement.
3. On se lève en s'étirant afin de monter le bloqueur de poitrine le plus haut possible.
4. On s'assied. Le baudrier et le torse doivent être réglés de façon que le rendement soit optimal : le corps doit redescendre le moins possible.

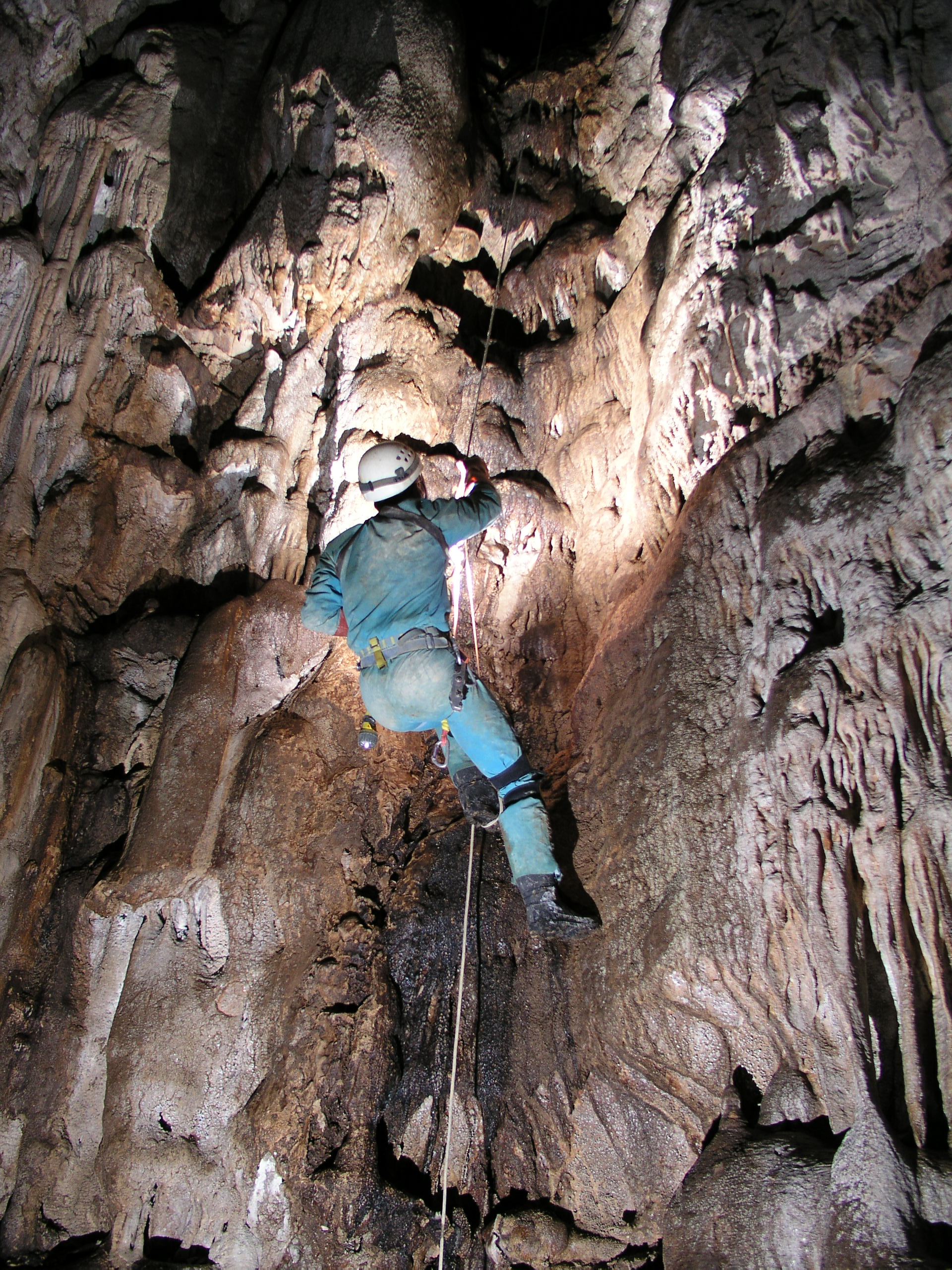
Remontée dans l'abîme de Coutelle, Lardiers, Alpes-de-Haute-Provence, France.
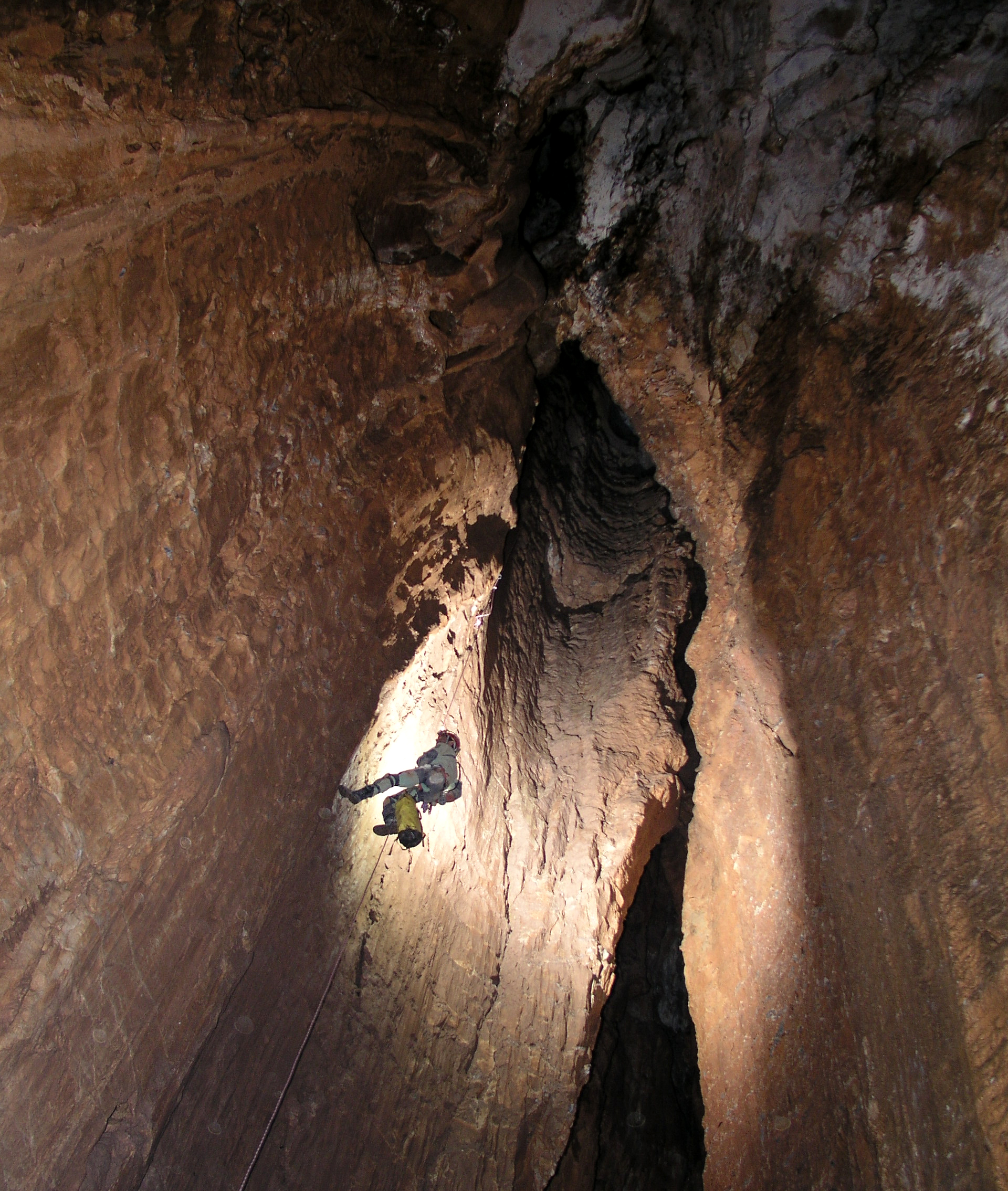
Puits d'entrée de l'aven du Caladaïre, Montsalier, Alpes-de-Haute-Provence, France.
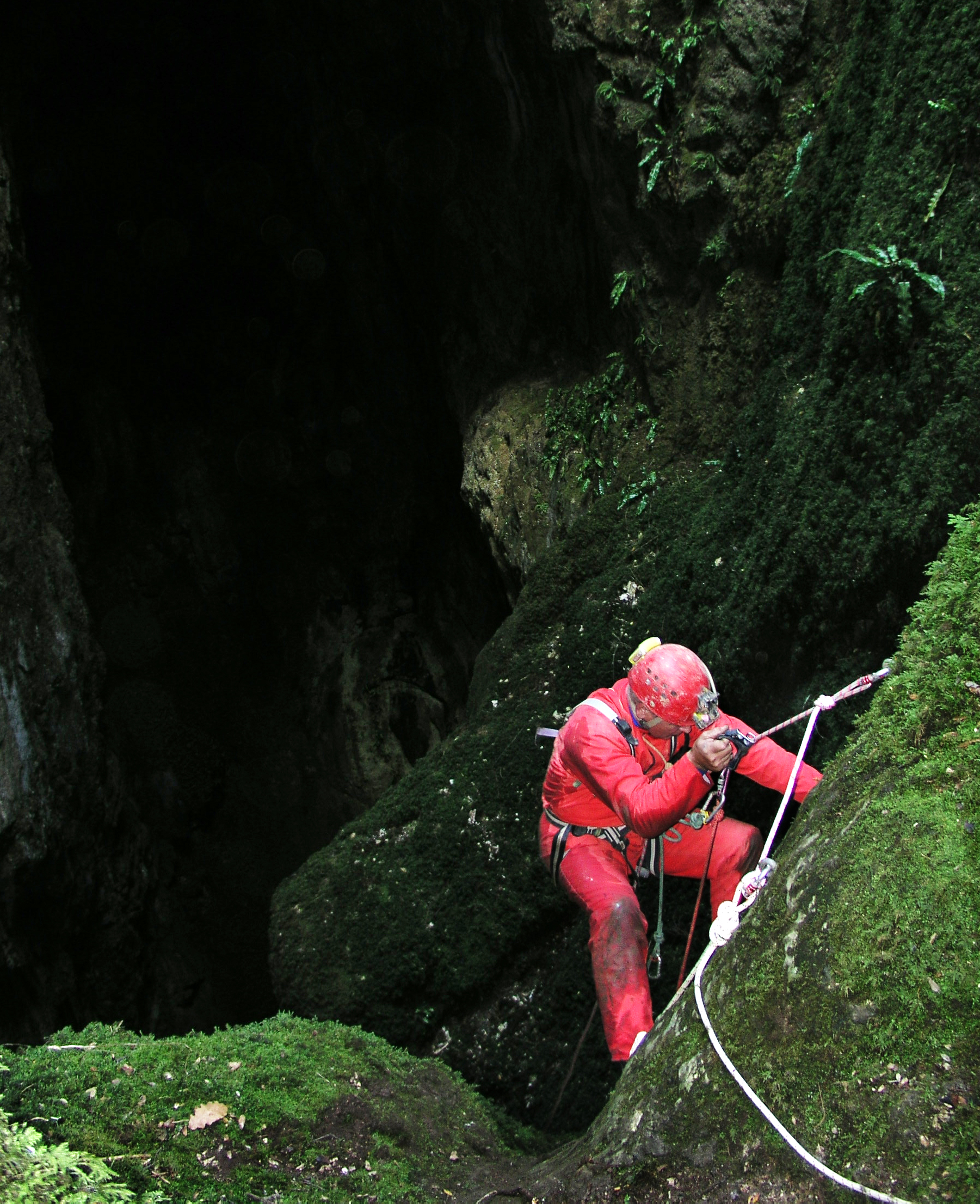
Remontée des puits de l'abîme de Rabanel, Brissac, Hérault, France.

## Gérer l'urgence
Chaque équipier doit transporter une couverture de survie, et ne pas hésiter à la déplier pour garder ses forces en cas d'attente prolongée. Les modèles ultralégers (bicolore, 90 g) sont à manipuler avec précaution et ne sont souvent utilisables qu'une seule fois car ils se déchirent aisément. De nombreux spéléologues sont adeptes d'un modèle renforcé plus encombrant mais qui est réutilisable et peut aussi servir à l'établissement d'un campement. De plus en plus de spéléologues font le choix d'une chasuble de secours aisément manipulable et qui permet, en en assemblant plusieurs via les velcro, d'établir un « point chaud ».
La disparition de l'éclairage à acétylène conduit aussi les spéléologues à transporter un moyen de chauffage (bougie, chaufferette, etc.) qui sera utile dans le cas d'une « tortue » prolongée.
Le numéro d'appel des services d'urgence doit être connu et noté, par exemple dans le casque.

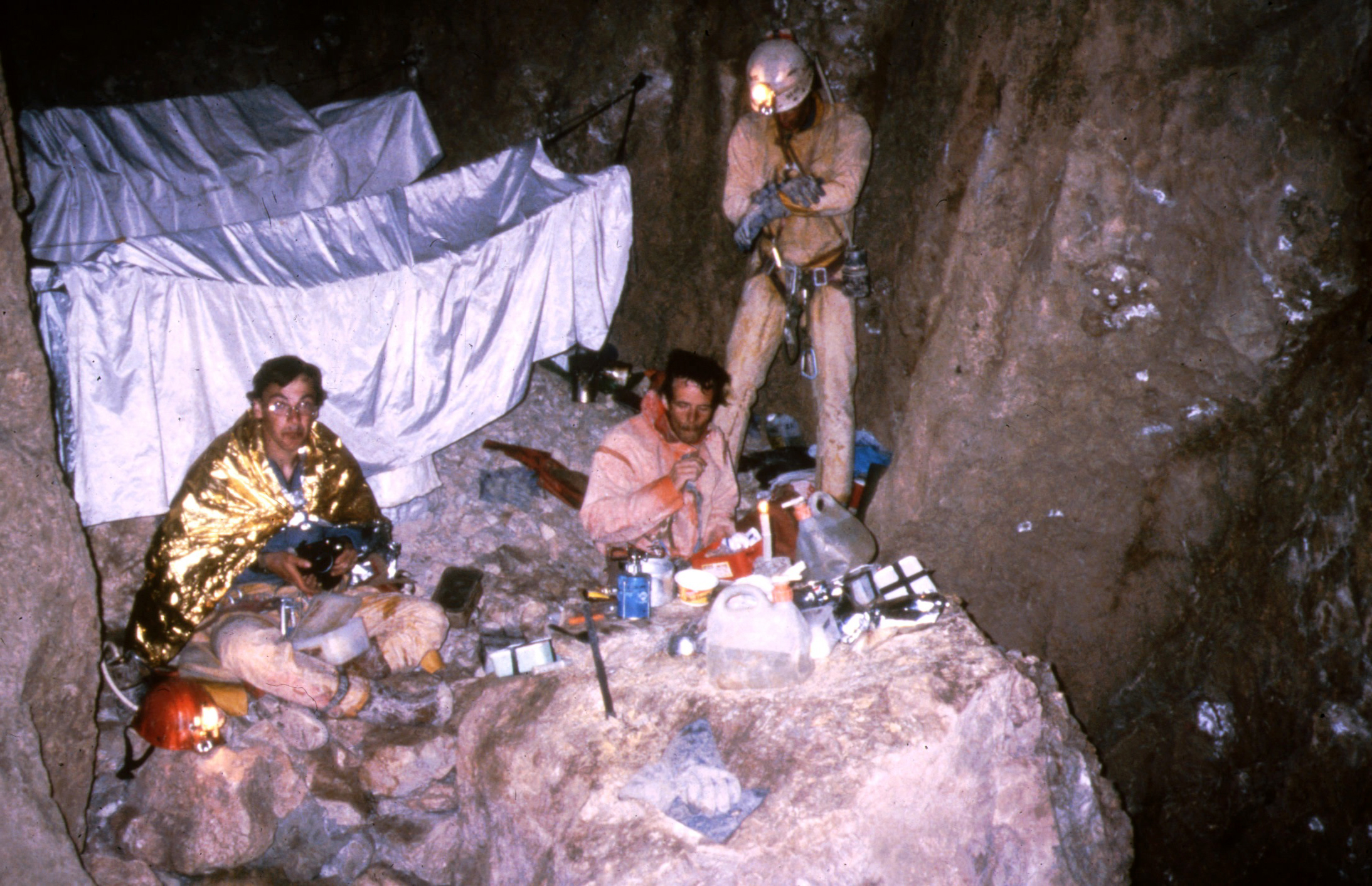
"Tortue" au bivouac (-685 m) de la Torca del Trave (sima T2), Massif central des Pics d'Europe, Asturies, Espagne.
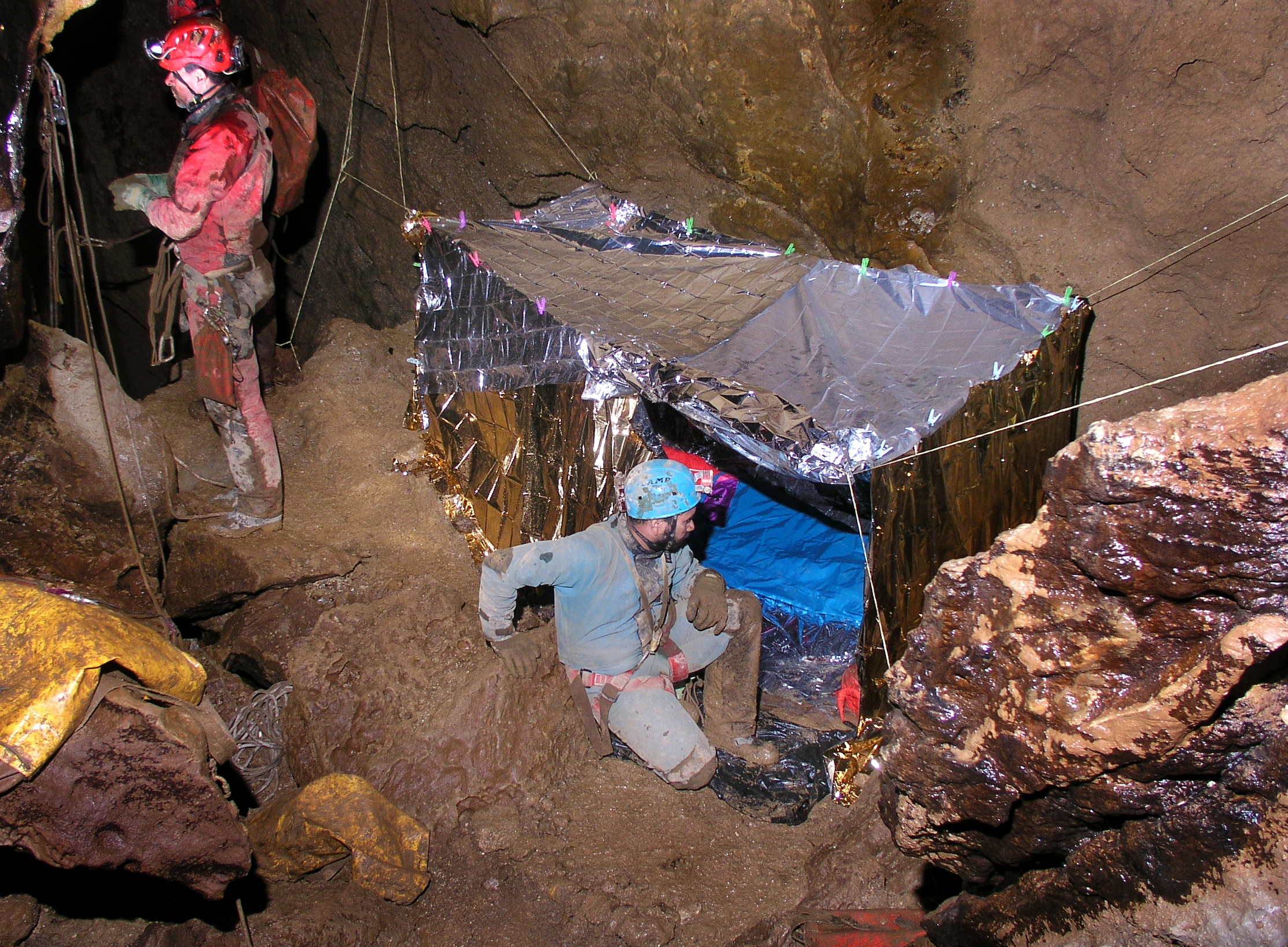
Point chaud vers -300 m dans la Cueva Intimachaï (Leimebamba, Amazonas, Pérou) lors du secours spéléologique de 2014.